# Liste der Baudenkmäler in Nettetal
Die Liste der Baudenkmäler in Nettetal enthält die denkmalgeschützten Bauwerke auf dem Gebiet der Stadt Nettetal im Kreis Viersen in Nordrhein-Westfalen (Stand: September 2011). Diese Baudenkmäler sind in der Denkmalliste der Stadt Nettetal eingetragen; Grundlage für die Aufnahme ist das Denkmalschutzgesetz Nordrhein-Westfalen (DSchG NRW).

| Bild                                       | Bezeichnung                                | Lage                                                  | Beschreibung | Bauzeit                        | Eingetragen seit   | Denkmal- nummer |
| ------------------------------------------ | ------------------------------------------ | ----------------------------------------------------- | --- | ------------------------------ | ------------------ | --------------- |
| Jüdischer Friedhof                         | Jüdischer Friedhof                         | Kaldenkirchen Akazienweg Karte                        | Die Parzelle des neuen jüdischen Friedhofs liegt am Ortsrand, neben dem Kommunalfriedhof. Die eingezäunte Rasenfläche ist größtenteils leer geräumt, im hinteren Bereich sind in zwei Reihen 13 Grabsteine und -platten aufgestellt. Laut D. Peters sind davon jedoch nur drei im Originalzustand, alle anderen hingegen Neu- bzw. Ersatzsteine aus der Zeit nach 1945. Die Parzelle überliefert den Ort des neueren, seit den 1920er Jahren belegten jüdischen Friedhofes von Kaldenkirchen und seine Bestattungen. Sie ist bedeutend für Kaldenkirchen, Stadt Nettetal. Der Charakter als jüdischer Friedhof ist angemessen gestaltet und noch anschaulich. Die Erhaltung der Freifläche und der Grabsteine als Friedhof und Gedenkstätte liegt aus wissenschaftlichen, hier orts- und kulturgeschichtlichen Gründen im öffentlichen Interesse | 1920                           | 15. Oktober 2007   | 186             |
| Rittergut Altenhof                         | Rittergut Altenhof                         | Kaldenkirchen Am Altenhof 1                           | Rittergut von 1664 (R. 1937) als vierflügelige Backsteinanlage, geschlämmt, mit Blausteinquaderung und -sockel; Herrenhaus zweigeschossig in 10 Achsen mit großem Blausteinportal; Giebelaufsatz mit Wappen und Jahreszahl; die beiden Außenachsen sind als Risalite ausgebildet mit quergesattelten Walmdächern; rückwärtig anschließend eingeschossige Wirtschaftsflügelbauten; eingeschossiges Torhaus, Backstein geschlämmt, mit Tordurchfahrt, Walmdach. | 1664                           | 3. September 1985  | 38              |
| Windmüllershof                             | Windmüllershof                             | Kaldenkirchen Am Altenhof 2                           | 1661; vierflügelige Backstein-Hofanlage, Wohnhaus eingeschossig mit Krüppelwalmdach; Scheunentrakte Ende 18. und 19. Jahrhundert. Der Hof wurde Ende 2012 aufgrund seines schlechten baulichen Zustands als untergegangenes Denkmal aus der Denkmalliste gestrichen | 1661                           | 14. Februar 1989   | 110             |
| Hofanlage                                  | Hofanlage                                  | Breyell Am Heydevelthof 11                            | Mitte 18. Jahrhundert, ehemals dreiflügelige Hofanlage, Wohnhaus, eingeschossig in drei Achsen, Krüppelwalmdach, Backstein; Scheune Fachwerk, teilweise mit Backstein verkleidet. | 18. Jh.                        | 20. Januar 1989    | 74              |
| Sitio-Kreuz (Friedhof Breyell)             | Sitio-Kreuz (Friedhof Breyell)             | Breyell Am Kastell Karte                              | Monumentale Hochkreuzanlage (ursprünglich mit Christuskorpus) als Steinkreuz aus Trachyt und Andesit, Anfang des 18. Jahrhunderts. Das Kreuz stellt einen markanten Punkt auf dem Friedhof dar, ist für den Ortsteil sehr bedeutend und sollte daher aus ortsgeschichtlichen Gründen erhalten werden. | Anfang des 18. Jahrhunderts    | 10. Oktober 1990   | 170             |
| Kath. Pfarrk. Zum. hl. Josef, Lobberich    | Kath. Pfarrk. Zum. hl. Josef, Lobberich    | Lobberich Am Treppchen 1 Karte                        | Bei dem Baudenkmal handelt es sich um die alte Pfarrkirche „Zum heiligen Josef“. Die 1450/70 errichtete Kirche wurde 1642 zur Hallenkirche erweitert und 1818 zur Süd- und Nordseite mit Erweiterungsbauten versehen. Die Kirche ist eine dreischiffige gotische Hallenkirche mit eingeschossigem Westturm und polygonalem Langchor aus Backstein, teilweise mit Haustein, vor allem an den rückwärtigen Streberpfeilern, und Sandsteinmaßwerk. | 1450/70                        | 13. Februar 1987   | 53              |
| Wohnhaus                                   | Wohnhaus                                   | Lobberich Am Treppchen 2 Karte                        | Anfang 19. Jahrhundert, zweigeschossig in fünf Achsen mit späterer Putzfassade, Walmdach. | Anfang des 19. Jahrhunderts    | 16. Februar 1989   | 136             |
| Bonifatiuskapelle                          | Bonifatiuskapelle                          | Hinsbeck Karstraße Karte                              | Es handelt sich um eine kleine Backsteinkapelle auf rechteckigem Grundriss mit gerundetem Abschluss, rundbogiger, durch eine Schmuckgittertür geschlossener Öffnung und Steildach. Sie befindet sich an einer Weggabelung an der historisch bedeutenden Karstraße (im weiteren Verlauf auch Römerstraße). Die Kapelle wurde im Jahr 1747 vom damaligen Besitzer des Tellerhofes erbaut und befindet sich bereits auf einer Landkarte von 1768. In einer Kartenaufnahme von Tranchot/von Müffling ist an dieser Stelle zu Beginn des 19. Jahrhunderts eine Kapelle verzeichnet. | Anfang des 19. Jahrhunderts    | 19. September 2001 | 183             |
| weitere Bilder                             | Kath. Pfarrkirche St. Anna                 | Schaag An der Kirche Karte                            | 1865, neugotische Backstein-Hallenkirche mit Querschnitt, polygonalem Chor, Dachreiter und vorgesetztem Westturm, neugotische Ausstattung vollständig erhalten, in den Chorfenstern neue Glasmalereien. | 1865                           | 20. Januar 1989    | 61              |
| Pfarrhaus St. Anna                         | Pfarrhaus St. Anna                         | Schaag An der Kirche 7 Karte                          | Anfang 19. Jahrhundert, Backstein, zweigeschossig in 7:4 Achsen mit Werksteingewänden und Ankersplinten, Walmdach. | Anfang des 19. Jahrhunderts    | 20. Januar 1989    | 62              |
| Gaststätte Zur Alten Post                  | Gaststätte Zur Alten Post                  | Schaag An der Kirche 9 Karte                          | Bei dem Baudenkmal handelt es sich um ein kurz vor Mitte des 19. Jahrhunderts entstandenes zweigeschossiges Backsteinhaus mit Zwerchgiebel und verputzten Seiten. Rückwärtig schließt sich ein niedriger eingeschossiger Anbau in Backstein mit Rundbogenfenstern an. Das Gebäude gehört zu den charakteristischen Zeugnissen, die der rheinischen Backstein-Architektur aus dem 19. Jahrhundert erhalten sind und prägt zusammen mit der 1865 entstandenen neugotischen Pfarrkirche und anderen Backsteinbauten den Ortskern der Ortslage Schaag. | Mitte des 19. Jahrhunderts     | 26. Juni 1981      | 7               |
| Backstein-Hofanlage                        | Backstein-Hofanlage                        | Hinsbeck An Haus Bey 11                               | 2. Hälfte 18. Jahrhundert / 1851; vierflügelige Backstein-Hofanlage, Wohnhaus eingeschossig in sechs Achsen, 1851 neues zweigeschossiges Wohnhaus im Winkel zum alten angefügt und die ganze Anlage verändert. | 2. Hälfte des 18. Jahrhunderts | 20. Januar 1989    | 87              |
| Backstein-Hofanlage                        | Backstein-Hofanlage                        | Hinsbeck An Haus Bey 12, 13, 14                       | 2. Hälfte 18. Jahrhundert/1844; dreiflügelige Backstein-Hofanlage, Wohnhaus eingeschossig in drei Achsen; Wohnhaus und Scheune 1844 verändert (Torkeilstein mit Jahreszahl 1844). | 2. Hälfte des 18. Jahrhunderts | 20. Januar 1989    | 88              |
| Backstein-Hofanlage                        | Backstein-Hofanlage                        | Hinsbeck An Haus Bey 16                               | 1610; ehemaliges Schaesberger Rentamt, zweigeschossig in vier Achsen mit einfachem rechteckigem Grundriss mit polygonalem Turm mit Haubendach und Laterne an der Südost-Ecke, Backstein geschlämmt, Holzgewände, Eingangsseite mit erhöhtem Erdgeschoss und Treppe, Walmdach, Wirtschaftsflügel später. | 1610                           | 20. Januar 198     | 89              |
| weitere Bilder                             | Kath. Pfarrkirche St. Peter                | Hinsbeck An St. Peter Karte                           | 1863/67; dreischiffige, neugotische Backstein-Hallenkirche mit Querschiff, polygonalem Chor und versetztem Westturm von 1882, mit weitgehend erhaltener alter Ausstattung. | 1863/67                        | 2. Mai 1986        | 47              |
| Backstein-Hofanlage                        | Backstein-Hofanlage                        | Hinsbeck An St. Peter 4 Karte                         | 1899; dreiflügelige Backstein-Hofanlage, Wohnhaus zweigeschossig in fünf Achsen, Scheunentrakte teilweise neu. | 1899                           | 20. Januar 1989    | 90              |
| weitere Bilder                             | Kath. Pfarrkirche St. Sebastian            | Lobberich An St. Sebastian 1 Karte                    | 1891, 1893 neuromanische Backsteinbasilika mit Doppelturmfassade, Querschiff mit polygonalem Chor, mit Flanierungstürmchen, Backstein mit Werkstein und Basaltquadersockel. | 1891                           | 16. Februar 1989   | 137             |
| Backstein-Hofanlage                        | Backstein-Hofanlage                        | Schaag Annastraße 8, 10, 12, Karte                    | Bei dem Baudenkmal handelt es sich um eine als Handelshof im 18. Jahrhundert/Anfang 19. Jahrhundert/Anfang 20. Jahrhundert errichtete vierflügelige ehemalige Backstein-Hofanlage mit zweigeschossigem Wohnhaus in sieben Achsen mit leicht vorgezogener Mittelachse. | 18.–20. Jh.                    | 18. Oktober 1988   | 60              |
| Burganlage Haus Baerlo                     | Burganlage Haus Baerlo                     | Breyell Baerlo 12 Karte                               | Wasserumwehrte Burganlage als ehemaliger Rittersitz; Backsteingebäude mit Walmdach, 4:5 Achsen, mittlere Achse der Eingangsseite zu einem Eingangsturm herausgezogen; das Gebäude stammt aus der Mitte des 17. Jahrhunderts (wahrscheinlich 1647). Es wird schon 1326 als adeliges Lehnsgut der Familie derer (von Krickenbeck-) von Baerle erwähnt. Das früher mit Graben und Wall bewehrte, feste Haus markierte die Grenze zum Herzogtum Geldern; von ihm ging im 17. Jahrhundert die Gründung mehrerer Hof- und Kastellen aus. | Ende des 18. Jahrhunderts      | 20. Januar 1989    | 63              |
| Grenzbahnhof Kaldenkirchen                 | Grenzbahnhof Kaldenkirchen                 | Kaldenkirchen Bahnhofstraße 1, 1a, 1b Karte           | Um 1865 entstand das Empfangsgebäude auf der stadtabgewandten Seite der Gleise der Bergisch-Märkischen Eisenbahn als symmetrisch, verputzter Empfangsgebäudetyp mit übergiebeltem Zwerchhaus in Form eines Mittelrisalits. Der Hauptbaukörper wurde zum Gleis hin giebelständig errichtet. Ein zum Bahnhofsvorplatz vorgebauter eingeschossiger Bau in vier Achsen mit Austritt auf das Flachdach diente als Zugang für die zwei Eisenbahngesellschaften (Bergisch-Märkische und Rheinische), die das Empfangsgebäude nutzten. Der Hauptbaukörper erhielt einen Mittelrisalit in zwei Achsen und der sonst übliche Risalit wurde als Giebel zum Bahnsteig hin beibehalten. Der zweigeschossige Bau erhielt rückwärtig einen eingeschossigen Anbau mit dreiachsigem Mittelrisalit in 13 Achsen als Wartesaaltrakt, der beidseitig den Zugang zu den Bahnsteigen erlaubte. Die Erdgeschossfenster (jetzt Rechteckformate) sind vermutlich in den frühen Nachkriegsjahren verändernd modernisiert worden. Besonders deutlich ist die alte Eingangssituation noch hinter dem um die Jahrhundertwende entstandenen Bahnsteigtunnel erhalten. Die Gestaltung des Äußeren liefert die künstlerischen, die Ablesbarkeit der Entwicklung des Bahnhofsbaus von der frühen Eisenbahn- bis zur Sperrenzeit die wissenschaftlichen Gründe an der Erhaltung und Nutzung des Bahnhofempfangsgebäudes. Die Wirkung des Bahnhofs auf die Wirtschaft des deutschen Grenzraumes um Kaldenkirchen herum macht das oben angesprochene Objekt bedeutend für die Stadt Kaldenkirchen/Nettetal und seiner Bewohner sowie für die allgemeine Eisenbahnbaugeschichte und die Entwicklung der Arbeitsverhältnisse auf den Bahnhöfen. Danach besteht ein öffentliches Interesse an der Erhaltung und Nutzung des Empfangsgebäudes nach § 2 (1) des Denkmalschutzgesetzes NRW (DSchG NRW). | 1865                           | 25. Oktober 1995   | 176             |
| Wohnhaus                                   | Wohnhaus                                   | Kaldenkirchen Bahnhofstraße 4 Karte                   | 2. Hälfte 19. Jahrhundert erbaut; sechsachsiges, zweigeschossiges, traufenständiges Wohnhaus mit Backstein-Putzfassade; die Eingangsachse (links außen) ist lisenenartig vorgezogen, übergiebelt und mit reichem Schmuck versehen (Säulen im Erdgeschoss, rundbogige Tür mit Segmentbogengiebel, doppeltes Rundbogenfenster im Obergeschoss); das Erdgeschoss zeigt eine aufgeputzte, teilweise diamantierte Quaderung; Sockel-, Gurt- und Kaffgesims sind vorhanden; unter dem von Konsolen getragenen Kranzgesims läuft ein Mosaikband um; die Fenster im Obergeschoss sind mit Faschen umputzt, deren Wangen Säulen darstellen und sind abwechselnd mit Segmentbogen- und Dreiecksgiebeln gekrönt; unter den Fenstern Festons; das typische Hinterhaus ist vorhanden. | 2. Hälfte des 19. Jahrhunderts | 30. März 1989      | 111             |
| Backstein-Hofanlage                        | Backstein-Hofanlage                        | Breyell Berg 21 / 22 Karte                            | Ende 18. Jahrhundert; vierflügelige Backsteinhofanlage, Wohnhaus eingeschossig mit Krüppelwalmdach; im 19. Jahrhundert verändert. | Ende des 18. Jahrhunderts      | 20. Januar 1989    | 64              |
| Wohnhaus                                   | Wohnhaus                                   | Hinsbeck Bergstraße 1a Karte                          | Um 1800, Ende 19. Jahrhundert; 3-geschossiges Eckhaus zum Markt in 4:4 Achsen, neubarocker Stuckdekor mit Eckquaderung und Kranzgesims (Ende 19. Jahrhundert), Walmdach. | um 1800                        | 20. Januar 1989    | 91              |
| Wohnhaus                                   | Wohnhaus                                   | Hinsbeck Bergstraße 9 Karte                           | Zweigeschossiges Wohnhaus aus Backstein mit Satteldach aus der zweiten Hälfte des 19. Jahrhunderts, mit Gartengelände von der Straße etwas abgerückt. Traufenständige Fassade zu drei Achsen mit regelmäßiger Strukturierung durch Gesimse bzw. Friese und Ecklisenen sowie betonte mittlere Eingangsachse; seitliche Giebel mit Blendfenstern. Eingangstür, Grundriss mit Mittelflur, Bodenfliese, Treppe und Türen wohl original. Rückwärtig moderner Anbau ohne Denkmalwert. | 2. Hälfte des 19. Jahrhunderts | 17. November 1999  | 181             |
| St.-Croix-Kapelle                          | St.-Croix-Kapelle                          | Hinsbeck Bergstraße 32 Karte                          | Vor 1731; oktogonaler Putzbau mit flacher Holzdecke und ovalen Fenstern, Haubendach mit neugotischer Laterne, Rauputz um 1905; Kreuzwegstation neu als Fußfälle. | vor 1731                       | 20. Januar 1989    | 92              |
| Wohnhaus                                   | Wohnhaus                                   | Breyell Bieth 29                                      | Bei dem Baudenkmal handelt es sich um ein in Firstrichtung geteiltes Doppelhaus, das früher eine zusammenhängende Wohneinheit darstellte. Erhalten sind Außenmauer, Ständerwerk und Dach sowie im Inneren der alte Kaminblock. Insgesamt bietet das Haus trotz einiger Veränderungen noch das anschauliche Bild einer niederrheinischen Kate, wie sie bis in das 19. Jahrhundert hinein für das Land typisch war. Die Erhaltung liegt aus wissenschaftlichen, vor allem volkskundlichen und siedlungsgeschichtlichen Gründen im öffentlichen Interesse. | 19. Jh.                        | 16. Juli 1984      | 24              |
| Wohnhaus                                   | Wohnhaus                                   | Breyell Bieth 30                                      | Bei dem Baudenkmal handelt es sich um ein zweigeschossiges Backsteingebäude mit der Bundesstraße zugewendeter, fünfachsiger Fassade. Rückwärtig schließt ein Wirtschaftstrakt an. Das Haus stammt aus der Mitte bis zweiten Hälfte des 19. Jahrhunderts. Es entstand somit zu einer Zeit, in der die Bauformen des niederrheinischen Hallenhauses – wie sie in den Häusern Bieth 28/29 und 31 erhalten ist – aufgegeben und eine stärkere bauliche Trennung von Wohn- und Wirtschaftsbereich angestrebt wurde. Der Wandel wird durch den unmittelbaren Zusammenhang mit dem Haus Bieth 31 besonders anschaulich. Die Erhaltung liegt aus wissenschaftlichen, vor allem volkskundlichen und siedlungsgeschichtlichen Gründen im öffentlichen Interesse | Mitte des 19. Jahrhunderts     | 16. Juli 1984      | 25              |
| Wohnhaus                                   | Wohnhaus                                   | Breyell Bieth 31                                      | Bei dem Baudenkmal handelt es sich um ein durch Maueranker „1788“ datiertes Ständerhaus mit massiven Außenmauern aus Feldbrandstein, das später zum Gasthaus umgebaut wurde. Im Inneren sind Ständerwerk und Dachkonstruktion des 18. Jahrhunderts, sowie der Block des ehemaligen Doppelkamins in der Mitte des Hauses, von der nordwestlichen Haube ein Wangenbrett und ein Teil des Stirnbrettes in der später angefügten Räucherkammer erhalten. Darüber hinaus ist auch noch die Opkammer in der Nordecke vorhanden. Die Erhaltung liegt aus wissenschaftlichen, vor allem volkskundlichen und siedlungsgeschichtlichen Gründen im öffentlichen Interesse. | 1788                           | 16. Juli 1984      | 26              |
| Heiligenhaus                               | Heiligenhaus                               | Lobberich Bocholt (Niederbocholt) 13 Karte            | 17. Jahrhundert (?); verputzter Block mit geschweiftem Giebel mit Nische und Kreuz | 17. Jh.                        | 16. Februar 1989   | 139             |
| Backstein-Hofanlage                        | Backstein-Hofanlage                        | Lobberich Bocholt (Niederbocholt) 23 Karte            | 1903; vierflügelige Backstein-Hofanlage, Wohnhaus zweigeschossig in 5:4 Achsen, datiert im Torkeilstein, Holzpergola. | 1903                           | 16. Februar 1989   | 140             |
| Stiegerhof (Vierhöfe)                      | Stiegerhof (Vierhöfe)                      | Lobberich Bocholt 7 Karte                             | Dreiflügelige Backstein-Hofanlage, T-Haus mit Stallteil aus dem späten 19. Jahrhundert und Wohnhaus aus dem Ende des 19. Jahrhunderts, der umgebaute Stallteil in nicht durchgezogenen Achsen aus Backstein errichtet mit Fenstergewänden aus Holz, der Wohnteil in 3:5 Achsen mit Blausteinsohlbänken und Walmdach, nördlicher Stall- und Remisetrakt von 1880, dritter Flügel durch eine im Jahre 1970 teilweise wiederaufgebaute Scheune, deren erhaltengebliebenes Außenmauerwerk von Bedeutung für die Struktur der Hofanlage ist. | 19. Jh.                        | 16. Februar 1989   | 138             |
| Kaiserturm und Haus Bocholt                | Kaiserturm und Haus Bocholt                | Lobberich Bocholt 14 Karte                            | Haus Bocholt war bis zum Ende des 18. Jahrhunderts der Stammsitz des bedeutenden niederrheinischen Dynastengeschlechts gleichen Namens. Restbestandteile der ehemaligen Vorburg (jetzt Hofanlage) ist der spätgotische Torbau. Die Ruine des Kaiserturms – einschließlich der Ansätze einer Kapelle im gewölbten Erdgeschoss – bildete im 14. bis 15. Jahrhundert einen viergeschossigen Backsteinturm, der zum Hochschloss gehörte. Baudenkmal sind Hofanlage und Turmruine einschließlich der an die Anlage grenzenden Senke auf dem erkennbaren ehemaligen Wall. | Ende des 18. Jahrhunderts      | 30. Dezember 1983  | 21              |
|                                            |                                            | Hinsbeck Wevelinghoven 3                              | gelöscht am 29.11.1990 |                                | 30. Dezember 1983  | 22              |
| Backstein-Hofanlage                        | Backstein-Hofanlage                        | Lobberich Bocholt 25 Karte                            | 1889; vierflügelige Backstein-Hofanlage, Wohnhaus zweigeschossig in fünf Achsen; Jahreszahl im Torkeilstein. | 1889                           | 16. Februar 1989   | 141             |
| Backstein-Hofanlage                        | Backstein-Hofanlage                        | Lobberich Bocholt 26, 26a, 26b Karte                  | Zweite Hälfte 19. Jahrhundert, um 1905; dreiflügelige Backstein-Hofanlage, altes Wohnhaus zweigeschossig in fünf Achsen, neues Wohnhaus um 1905, zweigeschossig in drei Achsen, linke Achse verbreitert und übergiebelt, Backsteinlisenen und -verzierungen. | um 1905                        | 6. Februar 1991    | 171             |
| Backstein-Hofanlage                        | Backstein-Hofanlage                        | Lobberich Bocholt 30–30c Karte                        | 18. Jahrhundert / Ende 19. Jahrhundert; dreiflügelige ehemalige Backstein-Hofanlage, Wohnhaus eingeschossig, Ende 19. Jahrhundert, rückwärtig zweigeschossig erhöht; Scheunentrakt teilweise in Fachwerk, im 20. Jahrhundert renoviert. | 18. Jh.                        | 16. Februar 1989   | 142             |
| Wohnhaus                                   | Wohnhaus                                   | Lobberich Breyeller Straße 30 Karte                   | Das Haus Breyeller Straße 30 in ein 1887 (im Zusammenhang mit den Häusern Breyeller Straße 32 und 34) errichtetes dreiachsiges, zweigeschossiges Wohnhaus mit Stuckfassade. Es entstammt der lebhaften Bautätigkeit in den achtziger Jahren des 19. Jahrhunderts an der Breyeller Straße. Mit den Häusern Nr. 32 und 34 handelt es sich um die letzten Reste der ursprünglichen Bebauung an der Breyeller Straße. Aus ortsgeschichtlichen Gesichtspunkten liegt die Erhaltung im öffentlichen Interesse. | 1887                           | 13. Februar 1987   | 51              |
| Wohnhaus                                   | Wohnhaus                                   | Lobberich Breyeller Straße 32 Karte                   | Das Haus Breyeller Straße 32 ist ein 1887 (im Zusammenhang mit den Häusern Breyeller Straße 30 und 34) errichtetes dreiachsiges, zweigeschossiges Wohnhaus mit Stuckfassade. Es entstammt der lebhaften Bautätigkeit in den 80er Jahren des 19. Jahrhunderts an der Breyeller Straße. Mit den Häusern Nr. 30 und 34 handelt es sich um die letzten Reste der ursprünglichen Bebauung an der Breyeller Straße. In dem Haus Breyeller Straße 32 sind Stuckdecken im Erdgeschoss einschließlich Diele und im vorderen Raum des Obergeschosses Fliesenboden und Treppe erhalten. Aus ortsgeschichtlichen Gesichtspunkten liegt die Erhaltung im öffentlichen Interesse. | 1887                           | 13. Februar 1987   | 52              |
| Nelsen-Mühle                               | Nelsen-Mühle                               | Breyell Breyeller Straße 114, 116, 118                | Mitte 19. Jahrhundert; ehemalige dreiflügelige Mühle, davon erhalten der vordere Winkelbau mit zweigeschossigem Backsteinwohnhaus in vier Achsen mit Rundbogenfenster und -fries; Giebelseite später mit neueren Fenstereinbrüchen, Toreinfahrt verändert, Wirtschaftstrakt 1½-geschossig. | Mitte des 19. Jahrhunderts     | 16. Februar 1989   | 161             |
| Wohnhaus                                   | Wohnhaus                                   | Kaldenkirchen Bruch 39 Karte                          | Kate aus dem 18. Jahrhundert mit Datierung „1799“ in einem Stein des Ostgiebels; in der ersten Hälfte des 19. Jahrhunderts unter Erhaltung und Verwendung des Ständerwerks verändert und vergrößert, wobei die Fachwerkgewände im Inneren, der Kaminblock und zum Teil alte Türen erhalten sind. Bemerkenswert ist die nur selten anzutreffende Opkammer, die in der Mitte der nördlichen Längsseite liegt. Die Erhaltung des Gebäudes ist aus wissenschaftlichen, architekturgeschichtlichen und volkskundlichen Gründen im öffentlichen Interesse. | 1799                           | 5. Dezember 1984   | 29              |
| Wegekreuz                                  | Wegekreuz                                  | Schaag Bruckrath 1 Karte                              | Um 1900; Sandstein verputzt, Sockel mit Inschrift, Kreuz mit Korpus. | um 1900                        | 20. Januar 1989    | 65              |
| Schaager Mühle                             | Schaager Mühle                             | Schaag Bruckrath 57, 59 Karte                         | Windmühle von 1801 ohne Flügel, Backstein, mit Nebengebäuden aus Backstein | 1801                           | 26. August 1985    | 34              |
| Haus Ingenhoven                            | Haus Ingenhoven                            | Lobberich Burgstraße 10 Karte                         | Das Baudenkmal „Haus Ingenhoven“ stammt aus dem 15. Jahrhundert (1403) mit wesentlichen Änderungen um 1544, 1581, 1866 und im 20. Jahrhundert. Es handelt sich um ein Herrenhaus, dreigeschossig in 3:4 Achsen, Backstein mit Sandsteingewänden und Ankersplinten, hohes Walmdach mit vier runden Ecktürmchen; Torhaus an der Vorderseite vorgelagert, zweigeschossig mit zwei flankierenden Rundtürmen, Backstein mit Sandsteingewänden; am Parkeingang zwei Torpfeiler aus Quaderblausteinen von 1700 (Inschrift mit Wappen). | 1403                           | 27. August 1984    | 28              |
| Kreuzigungskapelle                         | Kreuzigungskapelle                         | Leuth Busch Karte                                     | 1898 errichtete offene Wegekapelle mit Backsteinrückwand und auf zwei Werksteinsäulen ruhendem Satteldach, sowie mit einer Kreuzigungsgruppe aus Holz. | 1898                           | 3. September 1985  | 36              |
| Stammenmühle                               | Stammenmühle                               | Hinsbeck Büschen 1a Karte                             | Windmühle aus dem 19. Jahrhundert, Backstein geschlämmt mit Haubendach und Holzflügeln. | 19. Jh.                        | 12. April 1985     | 32              |
| Kath. Pfarrkirche St. Lambertus, Leuth     | Kath. Pfarrkirche St. Lambertus, Leuth     | Leuth Buscher Weg 1 Karte                             | Bei der Leuther Pfarrkirche handelt es sich um eine in der 2. Hälfte des 15. Jahrhunderts und 1860/61 errichtete dreischiffige neugotische Backstein-Hallenkirche mit polygonalem Chor, Seitenkapellen und vorgesetztem Westturm (2. Hälfte 15. Jahrhundert); die alte Ausstattung ist erhalten. Auf dem Kirchhof befindet sich ein Sandsteinkreuz von 1712. | 2. Hälfte des 15. Jahrhunderts | 13. Februar 1987   | 55 Wikidata     |
| Weyer-Kastell                              | Weyer-Kastell                              | Breyell Dohrstraße 55 Karte                           | Das Weyer-Kastell ist eine ehemals wasserumwehrte Dreiflügelanlage. Das zweigeschossige, mit einem Mansardwalmdach abgedeckte Herrenhaus ist durch Maueranker auf 1634 datiert. An einer Ecke der Wirtschaftsflügel steht ein runder Eckturm. Das Gebäude ist ein wichtiges Zeugnis der Geschichte von Breyell. Erhaltung und Nutzung liegen daher dem § 2 DSchG NRW aus künstlerischen und wissenschaftlichen Gründen im öffentlichen Interesse. | 1634                           | 1. April 1982      | 9               |
| Ehem. Rathaus Leuth                        | Ehem. Rathaus Leuth                        | Leuth Dorfstraße 83 Karte                             | Bei dem Baudenkmal handelt es sich um das ehemalige Rathaus der Gemeinde Leuth. Es geht bis ins Jahr 1622 zurück und wurde um die Mitte des 18. Jahrhunderts umgebaut. Das zweigeschossige Backsteinhaus mit Krüppelwalmdach und Fenstern in Holzblockrahmen ist nicht nur ein ganz charakteristisches Beispiel niederrheinischer Architektur, sondern gehört auch zusammen mit der Kirche zu den wichtigen, den Ortskern Leuth prägenden historischen Bauten. | 1622                           | 26. Juni 1981      | 8               |
| Hofanlage                                  | Hofanlage                                  | Leuth Dorfstraße 84 Karte                             | Es handelt sich bei dem Baudenkmal um einen dreiflügeligen Hof um 1800 mit Ergänzung aus der 2. Hälfte des 19. Jahrhunderts mit ehemaliger Zehntscheune. Das Wohnhaus mit Krüppelwalmdach und Blaustein-Fensterbänken steht an der Dorfstraße in städtebaulich wichtiger Eckposition, zugehörig zu dem Gebäude auch noch die ehemalige Dorfschmiede, im Inneren des Wohnhauses eine alte Stuckdecke. | 1800                           | 26. Juni 1981      | 2               |
| Backsteinvilla                             | Backsteinvilla                             | Breyell Dülkener Straße 1–3 Karte                     | Um 1900; zweigeschossige Backsteinvilla, die Eckachsen jeweils dreigeschossig erhöht mit Rundtürmchen und Walmdach | um 1900                        | 20. Januar 1989    | 66              |
| Wohnhaus                                   | Wohnhaus                                   | Lobberich Düsseldorfer Straße 23 Karte                | Um 1900 entstandenes dreiachsiges und zweigeschossiges Wohnhaus mit Traufstellung und mit mittlerem Erker im Obergeschoss und seitlich versetztem Quergiebel sowie mit Neu-Renaissanceformen dekorierter verputzter Fassade. | um 1900                        | 3. März 1986       | 42              |
| Wegekapelle (Eremitage)                    | Wegekapelle (Eremitage)                    | Lobberich Düsseldorfer Straße Karte                   | 1746; Wegekapelle aus Backstein mit Nische und lebensgroßen Holzfiguren der Kavalerieszene. | 1746                           | 16. Februar 1989   | 143             |
| Thielenhof                                 | Thielenhof                                 | Lobberich Dyck 61 Karte                               | Vierflügelige Backstein-Hofanlage; zweigeschossiges Wohnhaus auf etwa quadratischem Grundriss mit sparsamer Lisenen- und Pilastergliederung, Pilaster mit ionischen Werkstein- oder Kunststeinkapitellen, geputzte Fensterfaschen. Schauseite mit Quergiebel und Halbkreisfenster, darunter inschriftlich datiert auf 1910. Tor zum Hof in einem Risalit mit neubarockem Giebel. Die Wirtschaftsgebäude sind im Wesentlichen älter als das Wohnhaus; Reste (unter anderem die Tore im Ostflügel) teilweise aus dem 18. oder frühen 19. Jahrhundert. Die Erhaltung der Hofanlage liegt im öffentlichen Interesse. Sie ist bedeutend für die Siedlungsgeschichte des Ortes und gibt ein anschauliches Beispiel der Entwicklung eines Hofes von um 1800 bis Anfang des 20. Jahrhunderts. | 1910                           | 14. Dezember 1992  | 175             |
| Winkelshof                                 | Winkelshof                                 | Lobberich Dyck 130 Karte                              | 2. Hälfte 19. Jahrhundert, vierflügelige Backstein-Hofanlage, Wohnhaus zweigeschossig in fünf Achsen mit Lisenengliederung. | 2. Hälfte des 19. Jahrhunderts | 16. Februar 1989   | 144             |
| Pötterkreuz (Mühlenweg)                    | Pötterkreuz (Mühlenweg)                    | Lobberich Dyck 161 Karte                              | 1875, Sandstein verputzt, neugotisch, Sockel mit Inschrift, Kreuz mit Korpus. | 1875                           | 16. Februar 1989   | 146             |
| Wegestock                                  | Wegestock                                  | Lobberich Dyck 175 Karte                              | 18. Jahrhundert; quadratischer Block mit flachrunder, tiefer Nische, rau verputzt, kleines Metallkreuz. | 18. Jh.                        | 16. Februar 1989   | 145             |
| Betsaal der Ev. Kirchengemeinde            | Betsaal der Ev. Kirchengemeinde            | Lobberich Elisabethstraße 23 Karte                    | 1885 im Rundbogenstil zweigeschossig errichteter Betsaal der evangelischen Gemeinde mit straßenseitigem Vorraum und Kirchenraum, in dem neben der gusseisernen Stütenreihe noch Teile der hölzernen Bankpodeste vorhanden sind. Im Obergeschoss (zugänglich über eine Treppe im Vorraum) befinden sich eine Wohnung und ein Klassenzimmer. Neben der denkmalwerten architektonischen Gliederung des Gebäudes ist der Betsaal in der Tradition derjenigen niederrheinischen Kirchen zu sehen, die sich in der Verbindung mit einem Wohnhaus gleichsam getarnt haben. Dieser bis ins 17. Jahrhundert zurück zu verfolgende Bautyp ist bemerkenswerterweise im späten 19. Jahrhundert in Lobberich wieder aufgegriffen worden, während anderenorts zu dieser Zeit evangelische Kirchen dem üblichen Schema des Kirchenbaues folgten. Die Bedeutung des Denkmals liegt somit neben seiner Architektur und dem Zeugniswert für die Geschichte Lobberichs und der evangelischen Gemeinde auch in dem besonderen Aspekt aus der Geschichte der protestantischen Kirche. | 1885                           | 3. März 1986       | 41              |
| Kriegerdenkmal, Friedhof, Lobberich        | Kriegerdenkmal, Friedhof, Lobberich        | Lobberich Eremitenstraße, Lobbericher Str. Karte      | 1900, Kriegerdenkmal, erbaut zur Erinnerung an die Kriege 1866–1870–1871, mit nachträglich dazugravierten Daten von 1914–1915 und 1916. 1918, oktogonaler Granitsockel mit vier breiteren Flächen mit Inschrifttafeln, vier schmalere Flächen mit plastisch herausgearbeiteten Laubzweigen und einem Mittelteil aus rotem Sandstein, der eine aus hellem Sandstein geschaffene Plastik, einen sterbenden Krieger mit einem Engel darstellt, trägt. | 1900                           | 27. Juni 1988      | 59              |
| Toranlage, Torhäuser Friedh. Lobberich     | Toranlage, Torhäuser Friedh. Lobberich     | Lobberich Eremitenstraße, Lobbericher Str. Karte      | Toranlage, ca. 1860–1870, flankiert von zwei Backsteinpavillons mit Lisenengliederung, die Bestandteil der Friedhofsmauer sind; konkavgeschweifte Zeltdächer und spitzbodige Öffnungen. Die Torhäuser wurden als Geräteraum und Unterstellplatz für die Leichenwagen genutzt. Die Erhaltung der Gebäude liegt aus architekturgeschichtlichen, volkskundlichen und ortsgeschichtlichen Gründen im öffentlichen Interesse. | 1860–1870                      | 3. April 1992      | 173             |
| Rokoko-Gartenhaus (Nettetal-Kaldenkirchen) | Rokoko-Gartenhaus (Nettetal-Kaldenkirchen) | Kaldenkirchen Friedrichstraße 22 a Karte              | Der Rokokopavillon ist ein eingeschossiges Gebäude aus der 2. Hälfte des 18. Jahrhunderts. Backstein geschlämmt mit geschweiftem Mansardwalmdach, Rokokotüre mit kleiner doppelläufiger Treppe. Im Treppengeländer steht die Jahreszahl 1760. Der Rokokopavillon ist denkmalwert im Sinne des § 2 (1) DSchG NRW. Erhaltung und Nutzung liegen im öffentlichen Interesse. Er wurde 2014 stark renoviert. | 1760                           | 26. September 1983 | 19              |
| Hubertus-Kapelle                           | Hubertus-Kapelle                           | Hinsbeck Glabbach Karte                               | 1871; einschiffige, neugotische, verputzte Kapelle mit Eckverstrebungen und Dachreiter, innen Holzkruzifixus, Datierung im Giebel. | 1871                           | 20. Januar 1989    | 93              |
| Matthäus Kapelle                           | Matthäus Kapelle                           | Hinsbeck Glabbach 34 Karte                            | Einschiffiges Backsteingebäude mit Backstein-Ornamenten, geschiefertem Spitzdach und schmiedeeiserner Tür. Die Kapelle wurde Ende des 19.Jahrhunderts als Marienkapelle errichtet. In den Jahren 1981–82 fand durch die Nachbarschaft eine Restaurierung statt. In diesem Rahmen wurde die Kapelle zur Matthäus-Kapelle umgewidmet. Das Kreuz im Inneren der Kapelle wurde aus dem Holz des im Jahre 1975 abgebrochenen Ardenhofes im Hinsbecker Ortskern gefertigt. Das Kruzifix wurde im Wallfahrtsort Kevelaer erworben. Die bronzefarbene Plakette an der Wand stellt den Apostel Matthäus dar. | Ende des 19. Jahrhunderts      | 20. Januar 1989    | 94              |
| BW                                         |                                            | Hinsbeck Wevelinghoven 5 Karte                        | gelöscht am 29.12.1992 |                                | 7. Juni 1989       | 164             |
| Schommers-Hof                              | Schommers-Hof                              | Hinsbeck Glabbach 42 Karte                            | Ende 18. Jahrhundert; eingeschossiger Backsteinhof mit Krüppelwalmdach, ursprünglich eingeschossiges Giebelhaus, heute Toreinfahrt zum Fenster umgestaltet. | Ende des 18. Jahrhunderts      | 7. Juni 1989       | 165             |
| Backsteinwohnhaus                          | Backsteinwohnhaus                          | Lobberich Graf-Mirbach-Straße 13 Karte                | Das zweigeschossige Backsteingebäude mit Walmdach liegt als freistehender Baukörper innerhalb einer Häuserzeile, deren Bebauung ebenfalls in den 20er und 30er Jahren entstanden ist. Den benachbarten Wohngebäuden – sowohl Ein- als auch Zweifamilienhäuser – gegenüber weist das Objekt jedoch einen repräsentativeren Charakter auf, der den Anspruchswillen eines großbürgerlichen Bauherrn dokumentiert. Die straßenseitige Front des Baukörpers ist asymmetrisch gegliedert: ein 2½-geschossiger, flachgedeckter Seitenrisalit mit abgerundeter Ecke akzentuiert den rechten Teil des Gebäudes, in dem sich auch die Arztpraxis mit Sprechzimmer, Wartezimmer und Labor befindet. Ein eingeschossiger, ebenfalls flachgedeckter und mit gerundeter Ecke ausgeführter Anbau vermittelt zwischen dem Risalit und dem linken Teil des Hauses. Die Anordnung der Fensteröffnungen an der südlichen Gebäudeecke sowie die Überführung des Fensterbandes an der Ostecke des Risalits assoziieren architektonische Gestaltungselemente des Bauhauses. Die rückwärtige Front mit den fünf rundbogigen Öffnungen und dem Fenstererker im Erdgeschoss sowie den drei rechteckigen Fensteröffnungen im Obergeschoss ist spannungsloser und konventioneller angelegt. Eine Fenstertür führt hier vom Wohnzimmer aus auf eine Terrasse, die, ebenso wie die kleine Stützmauer mit Treppe zum Garten hin, aus der Erbauungszeit stammt. Die Gestaltung des schlichten Hausgartens mit rechteckiger eingetiefter Rasenfläche ist ebenfalls unverändert. Im Inneren ist die Grundrissposition unverändert erhalten, ebenso das Treppenhaus, Fliesen- und Terrazzoböden. Das Gebäude ist bedeutend für die Geschichte des Menschen und der Ortschaft Nettetal-Lobberich, da es eine bestimmte, für die 20er Jahres des 20. Jahrhunderts typische Wohnarchitektur dokumentiert, der in einem ländlich geprägten Raum eher Ausnahmecharakter zukommt. Das Gebäude ist erhaltenswert aus wissenschaftlichen, insbesondere architekturhistorischen, orts- und sozialgeschichtlichen Gründen. Als Wohn- und Praxisgebäude eines Arztes unter einem Dach vertritt es einen Bautypus wie er sich zu Beginn des 20. Jahrhunderts als definierbare Form konstituiert hat und der stilistisch variiert wurde. Im architekturhistorischen Kontext, für den die soziale Zugehörigkeit des Auftraggebers nicht unerheblich ist, vertritt das Gebäude einen Typus, der sich einerseits dem Formwillen moderner Architekturströmungen verpflichtet weiß, andererseits – Konzession an die niederrheinische Traditionsgebundenheit – konservative Elemente aufweist. | 1920–1930                      | 10. Januar 1997    | 179             |
| BW                                         | Villa Bartholomei                          | Kaldenkirchen Möskesweg 2 Karte                       | gelöscht am 15.04.1999 |                                | 16. November 1998  | 180             |
| Grabmal Jansen, Matth.Grab 13-15 Fd. E     | Grabmal Jansen, Matth.Grab 13-15 Fd. E     | Kaldenkirchen Grenzwaldstraße, Am Friedhof Karte      | Grabmal in Form einer griechischen Grabstelle mit bekrönendem Kreuz und Medaillon mit Christuskopf. Der Giebel ist von Halbsäulen in dorischer Form getragen. Die Substanz besteht aus Kunststein. Bei dem Steinmetz handelte es sich um K. Hoss aus Kevelaer. Das Grabmal sollte erhalten werden, da es sich hier um ein gutes Beispiel für die Umsetzung klassischer Formen der Jahre 1910 bis 1920 handelt und die Erhaltung aus zeit- und ortsgeschichtlichen Gründen geboten ist. | 1910–1920                      | 5. Juni 1990       | 166             |
| Engelfigur, Eingang Grenzwaldstraße        | Engelfigur, Eingang Grenzwaldstraße        | Kaldenkirchen Grenzwaldstraße, Am Friedhof Karte      | Engel aus Kupfer, Ende 19. Jahrhundert, Rest eines verschwundenen Grabmals. Die Erhaltung der Figur ist aus ortsgeschichtlichen Gründen geboten. | Ende 19. Jahrhundert           | 10. Oktober 1990   | 169             |
| Altes Pastorat                             | Altes Pastorat                             | Breyell Haagstraße 16, 16a Karte                      | Gut erhaltener zweigeschossiger Bau mit Nebenflügeln, der ca. 1800 erbaut wurde. 1889 wurde das Gebäude renoviert und mit neugotischen Zutaten versehen (Giebel und Eingang). Die inschriftliche Datierung im Giebel lautet ebenfalls auf 1889. Walmdach um 1800. Im Inneren des Gebäudes sind Reste der seinerzeitigen Ausstattung erhalten (Stuck und Türen). | 1889                           | 17. August 1990    | 167             |
| Wegekreuz                                  | Wegekreuz                                  | Lobberich Hagelkreuzstraße Karte                      | 17. Jahrhundert, Backstein-Wegekapelle mit hölzernem Hagelkreuz. | 17. Jh.                        | 16. Februar 1989   | 147             |
| Wasserturm                                 | Wasserturm                                 | Lobberich Hagelkreuzstraße Karte                      | 1898; Backstein mit Putzbändern und Zeltdach, datiert im Türsturz | 1898                           | 16. Februar 1989   | 148             |
| Kreuzweg auf dem Friedhof                  | Kreuzweg auf dem Friedhof                  | Leuth Hampoel Karte                                   | 1860 rechteckige Anlage mit neugotischen Kreuzwegstationen von 1865/66 aus Sandstein | 1860                           | 14. Februar 1989   | 131             |
| Alte Schule (Rathaus)                      | Alte Schule (Rathaus)                      | Leuth Hampoel 17 Karte                                | Ende 19. Jahrhundert, Backstein, eingeschossig in sieben Achsen mit zweigeschossigem Mitteltrakt, neugotische Schmuckformen (Nutzung: bis 1970 Rathaus, jetzt Verwaltungsnebenstelle, Bürgersaal und Netteverband) | Ende des 19. Jahrhunderts      | 14. Februar 1989   | 132             |
| Hofanlage                                  | Hofanlage                                  | Hinsbeck Hamsel 4 Karte                               | Vierflügelige, geschlossene Bcksteinanlage aus der zweiten Hälfte des 18. Jahrhunderts, Wohnhaus eingeschossig mit hohem Satteldach, mit vollständig erhaltener, ins 18. Jahrhundert datierte Scheune in Fachwerkkonstruktion, die ein wichtiges Zeugnis für diese Bauweise am Niederrhein ist. Die gesamte Hofanlage, deren historische Substanz zum Teil gestört ist, ist denkmalwert im Sinne des § 2 (1) DSchG NRW. Erhaltung und Nutzung liegen daher im öffentlichen Interesse. Der dem Wohnhaus gegenüberliegende Garten ist Bestandteil des Denkmals. | 25. März 1983                  | 25. März 1983      | 17              |
| Wohn- u. Geschäftshaus                     | Wohn- u. Geschäftshaus                     | Hinsbeck Hauptstraße 9 Karte                          | Eingeschossiges traufständiges Wohn- und Geschäftshaus zu vier Achsen im Ortskern von Hinsbeck, entstanden wohl aus einem älteren Wirtschaftsgebäude einer Hofanlage, 18. Jh., im 19. Jh. zur Straße hin durch flachere Abschleppung des Satteldaches erweitert und vorne mit einer Backstein-Putz-Schmuckfassade versehen; seitlich rechts backsteinsichtiger Giebel (mit vermauerten alten Öffnungen und holländischen Dreiecken am Ortgang), links angebaut. Über der Eingangstür dekorativer Zwerchgiebel als Bestandteil der historistischen Schmuckfassade, die Dachfläche ansonsten geschlossen. Innen zahlreiche historische Bauteile und -elemente, die mehrere Umbauten und Erweiterungen im 18. u. 19. Jh. belegen, so dass heute ein insgesamt uneinheitlicher, in den einzelnen Elementen aber weitgehend unverfälschter Bestand festzustellen ist. Ältester Teil wohl im rückwärtigen Bereich noch als Fachwerkkonstruktion mit teilweise erhaltenem Holzwerk und Lehmziegel- bzw. Flechtwerk-Wänden. Außerdem u. a. seltene Ziegelmauerwerks-Details (Schrägstellung der oberen Reihe in einer Wand). Im geraden Flur teilweise Sockelmalerei in Art einer Marmorierung und Schmuckboden; alte Holztreppe, Dielenböden. Geschichte: Das Haus befindet sich im südlichen Bereich des engeren historischen Ortskerns von Hinsbeck, an der in Nord-/Süd-Richtung verlaufenden Hauptstraße. Ursprung und baulicher Kern dieses Gebäudes und auch der benachbarten Nr. 7 und 11 gehen wohl noch auf den Beekhof zurück, eine 1858 aufgegebene Hofanlage. Die Geschichte dieses Hofes lässt sich nach heutigem Kenntnisstand bis Mitte des 18. Jh. zurückverfolgen. Dazu aus der Dokumentation des VVV (Zitate in kursiv): 1756–1814: Der Ackerer (Landwirt) Martin Beek besitzt hier einen Bauernhof, der die Häuser der heutigen Hauptstraße 7 bis 11 umfasste. Das Haus Hauptstraße 9 war der Viehstall, das Haus Hauptstraße 11 das Wohnhaus. 1814–1856: Nach dem Tod von Martin Beek wird sein Sohn Heinrich Beek Besitzer des Hofes. Seine Geschwister bewohnen als Mitarbeiter auf dem Hof das Haus Hauptstraße 7. 1856–1858: Heinrich Beek stirbt im Jahre 1856 ohne Erben, der Hof wird 1858 verkauft. Nach dem Tod von Heinrich Beek wird der Hof wohl aufgelassen und aufgeteilt. Geschichte und Besitzer des heutigen Hauses Nr. 9 zwischen 1858 und 1885 sind unbekannt. 1885–1935: Johann Föhles (Schlosser, Ehrenbrandmeister der Freiwilligen Feuerwehr Hinsbeck) erwirbt das Haus und richtet im Anbau eine Werkstatt ein. 1935 verkauft er das Haus auf Rentenbasis, bleibt aber bis zu seinem Tod 1948 hier wohnen. 1935–1956: Josef und Maria Breuers, bisher Bergstraße 2, erwerben das Haus auf Rentenbasis. Er stirbt bereits 1939, seine Frau kann das Haus aber halten. 1943/44 wird der als Schanzer eingesetzte Wilhelm Sternemann bei ihr einquartiert. Sie heiraten nach dem Zweiten Weltkrieg und bleiben in Hinsbeck wohnen. 1956 verkaufen sie das Haus und ziehen nach Krefeld-Tackheide. 1956–2008: Eduard Minnaert erwirbt das Haus und richtet einen Laden für Sämereien ein. In der örtlichen Überlieferung galten Eduard Minnaert und sein Geschäft zuletzt als Hinsbecker „Originale“, bei denen „die Zeit stehen geblieben“ war. Denkmalwertbegründung: Als überkommenes Zeugnis einer Hofanlage des 18. Jh., von der auch Wohnhaus und weitere Teile im Kern noch erhalten sind, mit einer im Ort mündlich und schriftlich bekannten Geschichte (s. Dokumentation v. VVV / Netteagentur) ist das Gebäude Hauptstr. 9 bedeutend für Hinsbeck, Stadt Nettetal. Die zahlreichen historischen baulichen Details d. 18. u. 19. Jh. außen wie innen ergeben zwar kein einheitliches Bild, belegen aber umso mehr die bekannte, vom Wandel geprägte Hausgeschichte. Sie sind auch jeweils einzeln von nennenswerter Bedeutung für die Überlieferung historischer Bau- und Wohnweisen in ländlichem Zusammenhang. Zum Teil sind sie inzwischen sogar sehr selten erhalten, wie z. B. die verschiedenen Mauertechniken mit Lehmziegeln bzw. den genannten Backsteinverbünden. Erhaltung und Nutzung des Hauses liegen daher aus wissenschaftlichen, neben den ortsgeschichtlichen insbesondere architekturgeschichtlichen Gründen im öffentlichen Interesse. Von Bedeutung ist ferner die städtebauliche Situation des Hauses. Zum einen setzt seine einfache, aber im Umfeld wirkungsvolle Schmuckfassade einen prägenden Akzent an der Hinsbecker Hauptstraße. Das Haus steht zudem traufständig in einer leichten Krümmung der Straße, die hier bereits den Turm der Pfarrkirche auf dem Hinsbecker Markt im Blick hat. So ergibt sich ein – auch gerne fotografierter – bildlicher Zusammenhang mit dem Turm als Blickpunkt und den gemischt giebel- und traufständigen Wohnhäusern an der Straße. Haus Hauptstraße 9 ist ein wichtiger Bestandteil dieses Zusammenhangs, bei dem der vor einigen Jahren erfolgte Verlust des benachbarten Wohnhauses Hauptstraße 13 zugunsten eines Parkplatzes hingegen sehr zu bedauern ist. An Erhaltung und Nutzung von Hauptstraße 9 besteht somit auch aus städtebaulichen Gründen ein öffentliches Interesse. Quellen: Archiv und Datenbank des LVR-Amtes für Denkmalpflege im Rheinland. Materialien zur Geschichte, erstellt v. Netteagentur und Verkehrs- und Verschönerungsverein (VVV) Hinsbeck, frdl. zur Verf. gestellt v. d. UDB Nettetal u. Eigentümer Dr. Christ. | spätes 19. Jahrhundert         | 3. März 2010       | 189             |
| Michaelskapelle                            | Michaelskapelle                            | Leuth Heerstraße Karte                                | Betkapelle, 1660 erstmals erwähnt, später verputzt und im Innenraum verklinkert, kleiner Rechteckbau mit Tonnengewölben, Giebel über die Dachflächen hochgezogen, Opferstock und Tür erhalten. Der Innenraum der Kapelle wird durch eine Verklinkerung stark beeinträchtigt. | 1660                           | 13. Februar 1989   | 160             |
| Hochkreuz „Dö schwoarten Herrjott“         | Hochkreuz „Dö schwoarten Herrjott“         | Leuth Heronger Straße Karte                           | Hochkreuz aus Tuff aus dem 17./18. Jahrhundert mit Korpus und Inschrift sowie einer Konsole mit Spendenmulde für die Kollekte samt abschließbarem Deckel. Inschrift: „GERHARD SCHINK – JOANNES MOLANVS – GEBEN DIESES KREVTz – GEBT SO WIRDT EVCH GEGEBEN: LVC 62“ | 17./18. Jahrhundert            | 3. September 1985  | 35              |
| Hofanlage                                  | Hofanlage                                  | Leuth Hinsbecker Straße 33, 35, 37 Karte              | Die Hofanlage Hinsbecker Straße 33–37 in Nettetal-Leuth besteht aus einem Wohnstallhaus mit quer davor liegender Scheune und zwei verbindenden kleinen Seitenflügeln. Im Wohnstallhaus und in der Scheune sind erhebliche Reste vom Ständerwerk des 18. Jahrhunderts erhalten. Das Erscheinungsbild veränderte sich im 19. Jahrhundert, als Wohnstallhaus und Scheune vergrößert wurden. Im Wohnstallhaus sind die Opkammer über dem flach gedeckten Keller und die zur Opkammer führenden alten Türen aus dem 18. Jahrhundert mit ihren Beschlägen erhalten. Die Haustür des 18. Jahrhunderts ist ebenfalls noch vorhanden und wird derzeit im Hof gelagert. Die Hofanlage ist bedeutend für die Geschichte des Menschen, weil sie vom bäuerlichen Leben und Arbeiten am Niederrhein im 18. und 19. Jahrhundert zeugt. Für die Erhaltung und Nutzung liegen wissenschaftliche, vor allem baugeschichtliche Grüne vor, weil hier nicht nur eine in Wohnstallhaus und Scheune noch nahezu komplette Hofanlage des 18. Jahrhunderts besteht, sondern auch der Wandel im 19. Jahrhundert unter dem Einfluss der Vierkanthöfe dieser Zeit anschaulich wird. Für die Erhaltung und Nutzung liegen ferner volkskundliche Gründe vor, weil hier die Wandlungen im ländlichen Wohnen und Wirtschaften vom 18. bis zum ausgehenden 19. Jahrhundert abzulesen sind. | 18. Jh.                        | 17. April 1996     | 177             |
| BW                                         |                                            | Hinsbeck Schlöp 11 Karte                              | gelöscht 25.04.1997 |                                | 16. November 1998  | 178             |
| Leuther Mühle                              | Leuther Mühle                              | Leuth Hinsbecker Straße 34 Karte                      | Bei der Leuther Mühle handelt es sich um ein mit „1738“ bezeichnetes zweigeschossiges Backsteingebäude mit Nebenbauten. Das alte Mahlwerk ist vollständig erhalten. | 1738                           | 1. Oktober 1982    | 10              |
| Haus Erlenbroich                           | Haus Erlenbroich                           | Lobberich Hochstraße 2 Karte                          | Bei dem Baudenkmal handelt es sich um eine mit Werkstein verblendete und in neugotischen Formen errichtete Villa aus der Zeit um 1905/10, ein Gebäude von recht anspruchsvoller Architektur und zum großen Teil guter Erhaltung. Zugehörig sind Reste der Gartenanlage und ein teilweise in Fachwerk errichtetes Gartenhäuschen. | 1905/10                        | 26. Juni 1981      | 4               |
| Backsteinwohnhaus                          | Backsteinwohnhaus                          | Lobberich Hochstraße 29 Karte                         | Anfang 19. Jahrhundert; Backstein, zweigeschossig in sechs Achsen, Holzgewände. | Anfang 19. Jahrhundert         | 16. Februar 1989   | 149             |
| Geschäftshaus (Hotel u. Gaststätte)        | Geschäftshaus (Hotel u. Gaststätte)        | Lobberich Hochstraße 37 Karte                         | Bei dem Baudenkmal handelt es sich um ein zweigeschossiges traufenständiges Haus mit linksseitiger Hofeinfahrt, das als Hotel- und Gaststättenbetrieb genutzt wird. Die Substanz stammt aus dem 18. Jahrhundert. Im ersten Obergeschoss sind noch die alten Blockrahmenfenster erhalten. Das Gebäude ist wichtig für die Ortsgeschichte Lobberichs und die Architekturgeschichte des Niederrheins. | 18. Jahrhundert                | 5. Dezember 1984   | 30              |
| Backsteinwohnhaus                          | Backsteinwohnhaus                          | Lobberich Hochstraße 58 Karte                         | 1. Hälfte 19. Jahrhundert; Backstein, zweigeschossig in vier Achsen; Fenster im Erdgeschoss verändert. | 1. Hälfte des 19. Jahrhunderts | 16. Februar 1989   | 150             |
| Backsteinwohnhaus                          | Backsteinwohnhaus                          | Lobberich Hochstraße 70 Karte                         | 1883/84 erbautes zweigeschossiges Backsteinwohnhaus mit flachem Walmdach und durch Lisenen und Querbänder gegliederter Fassade sowie schlichter aber qualitätvoller Betonung der Eingangssituation. Entgegen den in dieser Zeit mit aufwendig gegliederten Putzfassaden versehenen innerstädtischen Wohnhäusern des Bürgertums zeigt das klassizistische Gebäude mit klaren und einfachen Maßbezeichnungen seiner Fassade eine in sich ruhende harmonische Gestaltung. Das für die Zeit sehr fortschrittlich gestaltete Gebäude dokumentiert (durch seine Gestaltung und exponierte Lage städtebauliche Akzente setzend) Wohn- und Lebensform der Bürgerschaft, ohne dabei den äußeren Prunk zu zeigen, der in der Zeit seiner Entstehung üblich war. Das Gebäude Hochstraße 70 (ohne die nachträgliche flügelartig angebauten Nebengebäude) ist bedeutend für die Geschichte des Menschen. Auch wegen der stadtgeschichtlichen Bedeutung gebieten volkskundliche und städtebauliche Gründe die Erhaltung des Gebäudes. | 1883/84                        | 16. Februar 1989   | 151             |
| Wegestock                                  | Wegestock                                  | Hinsbeck Hombergen 50 Karte                           | 19. Jahrhundert; Backstein, verputzt mit tiefer Nische, geschweiftem Giebel und Holztafel mit der Kreuzabnahme Christi. | 19. Jh.                        | 20. Januar 1989    | 96              |
| Bauernhaus                                 | Bauernhaus                                 | Hinsbeck Hombergen 83 Karte                           | Das Gebäude ist ein 1790 erbautes Bauernhaus, dessen Ständerwerk und Kaminblick erhalten sind. Die Fassade wurde um 1905 verputzt. Das Gebäude ist damit ein wichtiges Zeugnis für die Geschichte von Hinsbeck. Erhaltung und Nutzung liegen daher gemäß § 2 (1) DSchG NRW aus volkskundlichen und wissenschaftlichen Gründen im öffentlichen Interesse. | 1790                           | 1. Oktober 1982    | 14              |
| Backstein-Hofanlage                        | Backstein-Hofanlage                        | Hinsbeck Hübeck 5 Karte                               | Bei dem Baudenkmal handelt es sich um eine im 18./19. Jahrhundert errichtete vierflügelige Backstein-Hofanlage, Wohnhaus eingeschossig in 4:7 Achsen (ganze Anlage Mitte 19. Jahrhundert verändert). Der Hof ist eine für das 19. Jahrhundert typische Anlage, deren äußeres Erscheinungsbild – von einigen Öffnungen abgesehen – wohl erhalten ist. Wichtig ist der Hof vor allem im landschaftsprägenden Zusammenhang mit dem benachbarten Hof Hübeck 7 und der gegenüberliegenden Kapelle. | 18./19. Jahrhundert            | 10. April 1984     | 23              |
| Lommetrzhof                                | Lommetrzhof                                | Hinsbeck Hübeck 23, 24 Karte                          | Anfang 19. Jahrhundert; vierflügelige Backstein-Hofanlage, Wohnhaus zweigeschossig in fünf Achsen, teilweise erneuert, Scheunentrakte mit Backsteinlisenen, teilweise älter. | Anfang des 19. Jahrhunderts    | 20. Januar 1989    | 98              |
| Backstein-Hofanlage                        | Backstein-Hofanlage                        | Hinsbeck Hübeck 7 Karte                               | 18./19. Jahrhundert; geschlossene vierflügelige Backstein-Hofanlage, Wohnhaus eingeschossig in 4:7 Achsen, Mitte 19. Jahrhundert verändert, Backhaus 1792; Fachwerk mit Ziegelausmauerung. | 18./19. Jahrhundert            | 20. Januar 1989    | 97              |
| Jüdischer Friedhof                         | Jüdischer Friedhof                         | Kaldenkirchen Jahnstraße / Ecke Frankstraße Karte     | Der jüdische Friedhof befindet sich heute innerhalb des erweiterten Ortskernes von Kaldenkirchen. Die Parzelle liegt an einer Straßenecke und ist mit einem kniehohen Zaun eingefriedet. Sie ist als Rasenfläche gestaltet, alte Kreuze sind keine vorhanden. Im Hintergrund steht der Gedenkstein der Stadt Kaldenkirchen (1964; Inschrift: „Unseren ehemaligen jüdischen Mitbürgern zum Gedenken. Stadt Kaldenkirchen“), im Vordergrund der dreiteilige Gedenkstein des Bürgervereins aus dem Jahre 2000 mit den Namen der ermordeten und verschollenen jüdischen Bürgern Kaldenkirchens, zu dem außerdem auch eine liegende Platte mit Inschrifttafel davor gehört. („Zum Gedenken an die jüdische Gemeinde und die 1933–1945 durch die Nationalsozialisten ermordeten und verschollenen jüdischen Bürger aus Kaldenkirchen. Der Bürgerverein Kaldenkirchen, August 2000“). Die Parzelle überliefert den Ort des möglicherweise ersten, bis in die 1920er Jahre hinein belegten jüdischen Friedhofes von Kaldenkirchen sowie, da keine Umbettungen vorgenommen wurden, die hier stattgefundenen Bestattungen. Sie ist bedeutend für Kaldenkirchen, Stadt Nettetal. Die heutige Gedenkstätte ist angemessen gestaltet und bewahrt den Charakter als ehemaligen Friedhof. Die Erhaltung der Freifläche als Gedenkstätte liegt aus wissenschaftlichen, hier orts- und kulturgeschichtlichen Gründen im öffentlichen Interesse. | 1964                           | 15. Oktober 2007   | 185             |
| Fachwerk-Hofanlage                         | Fachwerk-Hofanlage                         | Kaldenkirchen Jahnstraße 1 u.1a Karte                 | Ende 19. Jahrhundert, ehemalige Fachwerk-Hofanlage, Wohnhaus zweigeschossig in fünf Achsen mit Blausteinsohlbänken, rau verputzt, Seite eternitverkleidet, an der veränderten Scheune in Eisenankern die Jahreszahl 17. | Ende des 19. Jahrhunderts      | 14. Februar 1989   | 113             |
| Johanniskapelle                            | Johanniskapelle                            | Hinsbeck Johannesstraße Karte                         | 1671; einschiffiges Backsteinkapellchen mit flachem Chorabschluss, Flachdecke, Dachreiter; Chor mit Kreuzrippengewölbe und Halbsäulchen mit Blattkapitellen, außen Strebpfeiler; 1671 (Ankersplinte in der Seite), vorderer Erweiterungsbau und insgesamt neu ummantelt, am Chor Kreuzigungsgruppe von 1844. | 1671                           | 24. Januar 1989    | 107             |
| Pfarrhaus                                  | Pfarrhaus                                  | Leuth Johann-Finken-Straße 2 Karte                    | 1664, um 1900; Backstein, 2-geschossig in fünf Achsen; 2-geschossiger Backsteinvorbau (um 1900), mit Zinnenkreuz vor den rechten zwei Achsen, Ankersplinte mit Jahreszahl, an der Gartenseite alte Holztür; Backsteinscheune mit Krüppelwalmdach. | 1664                           | 14. Februar 1989   | 133             |
| Neyenhof                                   | Neyenhof                                   | Leuth Johann-Finken-Straße 4 Karte                    | 18. Jahrhundert, ehemals eingeschossige Backsteinhofanlage, an der Rückseite Putzfassade von um 1905. | 18. Jh.                        | 14. Februar 1989   | 134             |
| Backsteinbau                               | Backsteinbau                               | Breyell Josefsstraße 24 Karte                         | Backsteinbau, zweigeschossig, Putzfassade mit Schmuckformen | um 1800                        | 20. Januar 1989    | 67              |
| Wohnhaus                                   | Wohnhaus                                   | Breyell Josefsstraße 30 Karte                         | Das Gebäude ist ein im 19. Jahrhundert umgebautes, im Kern jedoch älteres zweigeschossiges Wohnhaus mit rückwärtigen Wirtschaftsgebäuden, das weitgehend unverändert ist. Es bildet zudem einen wesentlichen Bestandteil der Josefstraße und damit des Ortskerns von Breyell. Das Gebäude ist damit ein wichtiges Zeugnis für die Geschichte der Arbeits- und Produktionsverhältnisse in Breyell sowie für die Geschichte des Ortes im Allgemeinen. Erhaltung und Nutzung liegen daher gemäß § 2 (1) DSchG NRW aus wissenschaftlichen und städtebaulichen Gründen im öffentlichen Interesse. | 19. Jh.                        | 10. Januar 1983    | 15              |
| Wohnhaus                                   | Wohnhaus                                   | Breyell Josefsstraße 33 Karte                         | Das Gebäude ist ein Ende des 19. Jahrhunderts entstandenes zweigeschossiges Wohnhaus, das weitgehend unverändert ist. Es bildet zudem einen wesentlichen Bestandteil der Josefstraße und damit des alten Ortskernes von Breyell. Das Gebäude ist damit ein Zeugnis für die Geschichte des Ortes. Erhaltung und Nutzung liegen daher gemäß § 2 (1) DSchG NRW aus städtebaulichen Gründen im öffentlichen Interes | Ende des 19. Jahrhunderts      | 25. März 1983      | 16              |
| weitere Bilder                             | Kath. Pfarrkirche St. Clemens              | Kaldenkirchen Kehrstraße 32 Karte                     | 1. Hälfte 15. Jahrhundert, 1893/97, dreischiffige, neugotische Backstein-Hallenkirche mit polygonalem Chorschluss, Seitenschiffe mit Querdächern, vorgesetzter Westturm (1. Hälfte des 15. Jahrhunderts) aus Backstein mit Tuffbändern; alte Ausstattung und Glasfenster erhalten. | 1. Hälfte des 15. Jahrhunderts | 14. Februar 1989   | 114             |
| Pfarrhaus                                  | Pfarrhaus                                  | Kaldenkirchen Kehrstraße 30 Karte                     | 1663, 1855; zweigeschossiges Backsteinhaus in sieben Achsen mit neuromantischer Putzfassade mit Zinnenkranz, 1855 vorgeblendet; Rückseite stark verändert, Ankersplinte mit Jahreszahl 1663 an Rückseite. | 1663, 1855                     | 15. Februar 1989   | 115             |
| Wohnhaus                                   | Wohnhaus                                   | Kaldenkirchen Kehrstraße 43 Karte                     | 2. Hälfte 19. Jahrhundert; 2½-geschossig in fünf Achsen; Fassade verputzt, mit gotischen Stuckornamenten. | 2. Hälfte des 19. Jahrhunderts | 15. Februar 1989   | 116             |
| Wohnhaus                                   | Wohnhaus                                   | Kaldenkirchen Kehrstraße 48 Karte                     | Ende 19. Jahrhundert; zweigeschossig in 7:4 Achsen, spätklassizistische Quaderputzfassade mit zwei umlaufenden Gesimsen; Walmdach; Fenster im Erdgeschoss verändert. | Ende des 19. Jahrhunderts      | 15. Februar 1989   | 117             |
| Ev. Pfarrkirche und Gemeindehaus           | Ev. Pfarrkirche und Gemeindehaus           | Kaldenkirchen Kehrstraße 59, 61 Karte                 | 1670–72; Saalbau, Backstein geschlämmt mit geschweiftem Giebel und Dachreiter, gerader Chorschluss; alte Ausstattung erhalten; Ankersplinte und Artusche mit Jahreszahl 1672; Grabplatten des 17./18. Jahrhunderts in der Vorhofmauer eingelassen, neuer Putz, rückwärtig neuer Anbau. | 1670/72                        | 15. Februar 1989   | 122             |
| Wohnhaus                                   | Wohnhaus                                   | Kaldenkirchen Kehrstraße 50 Karte                     | 2. Hälfte 19. Jahrhundert; zweigeschossig in fünf Achsen, spätklassizistische Backsteinputzfassade; alte Holztüre; Fenster im Erdgeschoss verändert. | 2. Hälfte des 19. Jahrhunderts | 15. Februar 1989   | 118             |
| Wohnhaus                                   | Wohnhaus                                   | Kaldenkirchen Kehrstraße 52, Poensgenstraße 14 Karte  | Ende 18. Jahrhundert, zweigeschossig in fünf Achsen, mittlere drei Achsen durch Dreiecksgiebel betont; Putzfassade der 1920er Jahre, Erdgeschoss durch Ladeneinbau verändert | Ende des 18. Jahrhunderts      | 15. Februar 1989   | 119             |
| Wohnhaus                                   | Wohnhaus                                   | Kaldenkirchen Kehrstraße 53 Karte                     | 18. Jahrhundert, Anfang 20. Jahrhundert; zweigeschossig in vier Achsen, Putzfassade um 1905/10 mit Stuckornamentik, im Erdgeschoss alter Ladeneinbau; der Nachbarbau (Nr. 55) sehr stark verändert. | 18. Jh.                        | 15. Februar 1989   | 120             |
| Kellergewölbe                              | Kellergewölbe                              | Kaldenkirchen Kehrstraße 54 Karte                     | Kellergewölbe quer zur Straße, 18. Jahrhundert. Bedeutend für die Geschichte der Stadtentwicklung auch unter dem Gesichtspunkt, dass das Gewölbe im Zusammenhang mit den Gewölbekellern im Nachbarhaus Kehrstr. 52 / Poensgenstr. 14 trotz vorgenommener Umbauten in den oberirdischen Teilen viele Informationen über die Entwicklung des Stadtgrundrisses gibt. | 18. Jh.                        | 30. September 1991 | 172             |
| Wohnhaus                                   | Wohnhaus                                   | Kaldenkirchen Kehrstraße 57 Karte                     | 18. Jahrhundert, 20. Jahrhundert; zweigeschossig und Mezzanin mit Segmentfenster, Putzfassade des 20. Jahrhunderts, Erdgeschoss durch Ladeneinbau verändert. | 18. Jh.                        | 15. Februar 1989   | 121             |
| Haus Bousselot                             | Haus Bousselot                             | Kaldenkirchen Kehrstraße 65 Karte                     | 2. Hälfte 18. Jahrhundert; zweigeschossiges, verputztes Haus mit sieben Achsen, flacher Mittelgiebel; im Inneren barocke Türen und Treppe; Fenster im Erdgeschoss verändert. | 2. Hälfte des 18. Jahrhunderts | 15. Februar 1989   | 123             |
| Wohn- u. Geschäftshaus                     | Wohn- u. Geschäftshaus                     | Kaldenkirchen Kehrstraße 67 Karte                     | Um 1800; dreigeschossiges, verputztes Haus in sechs Achsen mit Eisenankern; Erdgeschoss durch Ladeneinbau verändert. | um 1800                        | 15. Februar 1989   | 124             |
| Wohn- u. Geschäftshaus                     | Wohn- u. Geschäftshaus                     | Kaldenkirchen Kehrstraße 79, Jahnstraße Karte         | Anfang 19. Jahrhundert; zweigeschossig in vier Achsen, verputzt, Erdgeschoss durch Ladeneinbau verändert; auf der Giebelseite Fenster teilweise zugemauert. | Anfang des 19. Jahrhunderts    | 15. Februar 1989   | 125             |
| Ehemaliges Zollhaus                        | Ehemaliges Zollhaus                        | Kaldenkirchen Kehrstraße 93 Karte                     | Zweigeschossig in neun Achsen, Mittelachse verbreitert und leicht vorgezogen; verputzt; Krüppelwalmdach. | Anfang des 19. Jahrhunderts    | 15. Februar 1989   | 126             |
| Wohnhaus                                   | Wohnhaus                                   | Lobberich Kempener Straße 23 Karte                    | Kleine, vermutlich aus dem 18. Jahrhundert stammende Kate in Ständerkonstruktion, Außenwände teils in Backstein, teils in Fachwerk errichtet, mit im Inneren des Hauses erhaltenem ursprünglichem Kaminblock. Für die Erhaltung des als sehr bescheiden zu bezeichnenden Hauses spricht, dass solche kleinen Häuser sehr selten gebaut worden sind, obwohl in ihnen – im Gegensatz zu den öfter erhaltenen stattlicheren Bauernhäusern – die Lebensweise eines großen Teils der Bevölkerung anschaulich wird. | 18. Jh.                        | 13. Januar 1988    | 58              |
| Wohnhaus                                   | Wohnhaus                                   | Lobberich Kempener Straße 55 Karte                    | Dreiachsiges, zweigeschossiges Wohnhaus mit Putzfassade des Jugendstils, die 3. Achse mit einem Balkon versehen und durch einen Schweifgiebel bekrönt, Eingangstür und Dielenbereich mit Jugendstilausstattung, im Obergeschoss eine Stuckdecke sichtbar vorhanden, eventuell noch Stuckdecken im Erdgeschoss und den abgehängten Decken. | unbekannt                      | 16. Februar 1989   | 152             |
| Wegekapelle                                | Wegekapelle                                | Schaag Kindt 1 Karte                                  | 1901; neugotische Backsteinkapelle mit Sandsteingewänden, einschiffig mit dreiseitiger Apsis, Inschrifttafel mit Datierung über dem Portal. | 1901                           | 20. Januar 1989    | 69              |
| Alte Schule Schaag                         | Alte Schule Schaag                         | Schaag Kindter Straße 15–17c Karte                    | Bei dem Baudenkmal handelt es sich um ein ehemaliges Schulgebäude mit einem interessant gruppierten Ziegelbauwerk der 2. Hälfte des 19. Jahrhunderts, bei dem sich an einen eingeschossigen Mitteltrakt mit Traufe zur Straße und spitzbodigem Haupteingang symmetrisch zweigeschossige, giebelständige Eckbauten anfügen. | 2. Hälfte des 19. Jahrhunderts | 2. Mai 1986        | 44              |
| Wohnhaus                                   | Wohnhaus                                   | Kaldenkirchen Kirchplatz 3 Karte                      | Das Haus Kirchplatz 3 ist ein aus 1621 stammendes (im 20. Jahrhundert verändertes) zweigeschossiges Eckhaus in 3:6 Achsen zur Kirchstraße mit geschweiftem Giebel und Stuckornamentik. Die Quaderputzfassade der Giebelseite wurde um 1910, die Längsseite und das Mansarddach ebenfalls im 20. Jahrhundert verändert. Das Gebäude ist datiert durch Eisenanker auf der Längsseite (1621). | 1621                           | 14. Juni 1985      | 33              |
| Kaplanei                                   | Kaplanei                                   | Kaldenkirchen Kirchplatz 7, 9 Karte                   | 1623, 20. Jahrhundert; zweigeschossiges, verputztes Backsteinhaus in sechs und fünf Achsen, völlig verändert, Kreuzstockfenster, Ankersplint mit Jahreszahl an der Rückseite, Nr. 7 heute Kindergarten. | 1623                           | 15. Februar 1989   | 127             |
| Wegekreuz                                  | Wegekreuz                                  | Lobberich Kölsumer Weg Karte                          | 19. Jahrhundert; Trachytsockel mit Inschrifttafel aus Sandstein, Sandsteinkreuz mit Metallkorpus | 19. Jh.                        | 16. Februar 1989   | 153             |
| Haus Milbeck                               | Haus Milbeck                               | Hinsbeck Koul 4 Karte                                 | Ehemaliges Rittergut 1486, 19. Jahrhundert; vierflügelige spätgotische Wasserburganlage aus Backstein, Wohnhaus dreigeschossig in nicht durchgezogenen Achsen, Backstein mit seitlichen Sandsteingesimsen und Ankersplinten, Fenster teilweise mit Blausteingewänden, Holztüre des 19. Jahrhunderts, Scheunentrakte von 1851 | 1486                           | 20. Januar 1989    | 99              |
| Fachwerkhof Alt Kämpken                    | Fachwerkhof Alt Kämpken                    | Hinsbeck Krickenbecker Allee Karte                    | Der auch unter dem Namen „Alt-Kämpken“ bekannte kleine Fachwerkhof mit Backsteinergänzungen aus der Zeit um 1800 ist ein ganz charakteristisches und wohlerhaltenes Beispiel ländlicher Architektur im Kreis Viersen. | 1800                           | 26. Juni 1981      | 3               |
| Kutscherhaus                               | Kutscherhaus                               | Hinsbeck Krickenbecker Allee 22 Karte                 | 1787; eingeschossiges Backstein-Giebelhaus in nicht durchgezogenen Achsen, Backstein mit Holzgewänden, neueres Krüppelwalmdach mit Riedgras bedeckt, Datierung in einer Inschrift im Türbalken. | 1787                           | 20. Januar 1989    | 95              |
| Alter Kirchturm                            | Alter Kirchturm                            | Breyell Lambertimarkt Karte                           | Städtebaulicher Mittelpunkt des Ortes aus gotischer Zeit, 15. Jahrhundert, Turm der alten katholischen Pfarrkirche, Backstein, dreigeschossig mit Tuffbändern | 15. Jh.                        | 15. Dezember 1986  | 49              |
| weitere Bilder                             | Kath. Pfarrkirche St.Lambertus, Breyell    | Breyell Lambertimarkt Karte                           | 1904/05; neuromanische Backsteinbasilika mit Doppelturmfassade, Querschiff, halbrunder Chorschluss und Chorkapelle | 1904/05                        | 20. Januar 1989    | 70              |
| weitere Bilder                             | Kapelle St-Peter u. Paul                   | Breyell Leutherheide 35 Karte                         | 1628; Backstein-Kapelle mit Dachreitern, erhalten vom alten Bau nur die Fassade mit Inschrifttafel und Jahreszahl. | 1628                           | 20. Januar 1989    | 71 Wikidata     |
| Villa Ursula                               | Villa Ursula                               | Breyell Leutherheide 30 / 32 Karte                    | Um 1900, fünfachsige, zweigeschossige verputzte Villa mit eklektizistischen Zierformen vorwiegend Klassizismus und Barock, Mittelachse mit übergiebelten und mit Halbsäulen umrahmten Portal als Mittelrisalit vorgezogen und mit einer Gaube mit Stilelementen des Barock bekrönt, umlaufende Gesimse, unter der Traufe ein Kassettenfries mit Blattwerk, Mansarddach mit mehreren neobarocken Dachhäuschen, Aufgangstreppe zum Portal mit geschwungenen, wie Marmor bemalten Wangen, Grundstückseinfassung im Bereich der Villa mit schmiedeeisernem Zaun, sonst Backsteinmauern, deren bekrönendes Gitter fehlt, Reste eines Landschaftsparks. | um 1900                        | 20. Januar 1989    | 72              |
| Backsteinhaus                              | Backsteinhaus                              | Breyell Leutherheide 36 Karte                         | Anfang 19. Jahrhundert; zweigeschossiges, geschlämmtes Backsteinhaus in fünf Achsen mit Krüppelwalmdach; Tür mit Blausteingewänden; Seiten verputzt. | Anfang des 19. Jahrhunderts    | 20. Januar 1989    | 73              |
| Englische Post                             | Englische Post                             | Kaldenkirchen Leuther Straße 2 Karte                  | Das Gebäude befand sich ursprünglich direkt an der Landstraße nach Leuth, von der es im Zuge des Umbaus der Unterführung der Straße unter den Bahngleisen um 1989 jedoch abgeschnitten wurde. Erhalten und für die Zweckbestimmung des Gebäudes wichtiger blieb aber die Nähe zum Grenzbahnhof Kaldenkirchen. Wie Leo Peters in seiner Ortsgeschichte ausführt, diente das Postamt Kaldenkirchen 1900–1914 und 1926–1939 als Grenzausgangspostanstalt für Pakete von und nach England. Die Beförderung erfolgte durch die Spedition C.A. Niessen, die 1880 die Generalagentur einer damals noch privaten niederländischen Eisenbahn übernommen hatte. Solcherart ausgerüstet, betrieb die Spedition in Verbindung mit der Reichspost den Paketpostverkehr mit England, wofür sie den Namen „Englische Post“ führte. Es handelt sich um einen zweigeschossigen traufständigen Putzbau, mit im Erdgeschoss fünf, im Obergeschoss sechs Fensterachsen. Die Mitte ist als Risalit betont durch eine Lisenenrahmung, die im Dachbereich in einen Dreiecksgiebel mit Giebelaufsatz übergeführt wird. Auch die seitlichen Hausgiebel besitzen akroterionartige Aufmauerungen an den Kanten und auf dem First. Geschoss- und Traufgesims sind als Deutsches Band bzw. Klötzchenfries betont, die an den Gebäudekanten in Ecklisenen münden bzw. um diese verkröpft sind. Die hochrechteckigen Fenster- und Türöffnungen sind zeittypisch mit Segmentbogenstürzen gemauert. Die vorhandene T-Teilung der Fenster dürfte der ursprünglichen entsprechen. Die Gebäuderückseite ist ohne Binnengliederung schlicht gehalten und besitzt einen Treppenhausvorbau, der auf Sturzhöhe der Obergeschoss-Fenster mit einem Pultdach ansetzt. Die beiden Giebelflächen sind bis auf je zwei kleine Fenster im Dachgeschoss geschlossen, auf der rechten sind größere Fragmente einer alten Reklamemalerei der Spedition erhalten, welche die Verbindung von Hoek van Holland nach England symbolisiert. Im Inneren sind nur noch geringe Reste ursprünglicher Raumorganisation oder -ausstattung erhalten. Bemerkenswert sind die originale Treppe (gerade gegenläufig mit Wendepodest) und der in gutem Zustand befindliche Dachstuhl. Einige alte Türen, darunter im EG eine zweiflügelige Schiebetür, können eventuell weiterverwendet werden. Die beiden jüngeren eingeschossigen Anbauten links und rechts an die Giebel (um 1910) sind baulich stark gestört und werden nicht zum Baudenkmal gerechnet. Als bis heute sprichwörtliche „Englische Post“ (ehem. Gebäude der Paketpostabwicklung mit England) ist das Gebäude Leuther Straße 2 in Kaldenkirchen bedeutend für die Stadt Nettetal. Es handelt sich um ein im Wesentlichen gut und anschaulich erhaltenes Gebäude des späten 19. Jahrhunderts, an dem die frühe Zeit eines für die Ortsgeschichte Kaldenkirchens bedeutenden Wirtschaftszweiges noch anschaulich erlebbar ist. Hierzu nochmals Leo Peters in seiner Ortsgeschichte Kaldenkirchens (S. 440 f.): „Von größter Bedeutung für die Grenzstadt wurde das Transport- und Speditionsgewerbe. Das älteste Unternehmen der Branche wurde 1819 von Peter Wilhelm Kauwertz gegründet. (…) Allein zwischen 1910 und 1937 kam es zur Gründung von 13 Speditionen am Ort.“ An der Erhaltung und Nutzung besteht daher aus wissenschaftlichen, hier orts- bzw. wirtschaftsgeschichtlichen Gründen ein öffentliches Interesse. Die Voraussetzungen des § 2 (1) DSchG NRW für die Einstufung als Baudenkmal sind daher erfüllt. | Ende des 19. Jahrhunderts      | 9. Juni 2008       | 188             |
| Altes Rathaus                              | Altes Rathaus                              | Breyell Lobbericher Straße 1 Karte                    | Das Haus Lobbericher Straße 1 ist ein 1810 in Backstein, zweigeschossig in fünf Achsen mit Werksteingewänden und flachem Dreiecksgiebel errichtetes Gebäude, dessen Erhaltung über diese wesentlichen charakteristischen Merkmale hinaus aus volks- und heimatkundlichen Gründen als Geburtshaus des Komponisten Johann Peters und wegen seiner Nutzung als altes Breyeller Rathaus im öffentlichen Interesse liegt. | 1810                           | 13. Februar 1987   | 54              |
| Wohnhaus                                   | Wohnhaus                                   | Breyell Lobbericher Straße 3 Karte                    | 1810; zweigeschossig in drei Achsen, spätklassizistische Putzfassade mit Pilasterordnung und flachem Dreiecksgiebel. | 1810                           | 20. Januar 1989    | 75              |
| Backsteinhaus                              | Backsteinhaus                              | Breyell Lobbericher Straße 5 / 7 Karte                | Anfang 19. Jahrhundert, zweigeschossiges Backsteinhaus in fünf Achsen, Erdgeschoss teilweise verändert. | Anfang des 19. Jahrhunderts    | 20. Januar 1989    | 76              |
| Backsteinhaus                              | Backsteinhaus                              | Breyell Lobbericher Straße 6 Karte                    | Anfang 19. Jahrhundert, zweigeschossiges Backsteinhaus in fünf Achsen, Erdgeschoss teilweise verändert. | Anfang des 19. Jahrhunderts    | 20. Januar 1989    | 77              |
| Wohnhaus                                   | Wohnhaus                                   | Breyell Lobbericher Straße 8 Karte                    | Ende 19. Jahrhundert; zweigeschossig in drei Achsen, Putzfassade mit historisierenden Schmuckformen. | Ende des 19. Jahrhunderts      | 20. Januar 1989    | 78              |
| Wohnhaus                                   | Wohnhaus                                   | Breyell Lobbericher Straße 10 Karte                   | Ende 19. Jahrhundert; zweigeschossig in drei Achsen, Putzfassade mit historisierenden Schmuckformen. | Ende des 19. Jahrhunderts      | 20. Januar 1989    | 79              |
| Wohnhaus                                   | Wohnhaus                                   | Breyell Lobbericher Straße 12 Karte                   | Ende 19. Jahrhundert; zweigeschossig in drei Achsen, Putzfassade mit historisierenden Schmuckformen. | Ende des 19. Jahrhunderts      | 20. Januar 1989    | 80              |
| Wohn- und Geschäftshaus                    | Wohn- und Geschäftshaus                    | Breyell Lobbericher Straße 13 Karte                   | Bei dem Baudenkmal handelt es sich um ein Ende des 19. Jahrhunderts entstandenes Wohn- und Geschäftshaus, zweigeschossig, in 6 Achsen mit Ladeneinbau im Erdgeschoss. Es ist einschließlich des wesentlichen Rests der originalen Innenausstattung (Stuckdecken) Bestandteil der Breyeller Ortsmitte. Das Gebäude erfüllt sowohl als Ganzes einschließlich der historischen Innenausstattung, als auch als Bestandteil des Ortskernes von Breyell die Voraussetzungen des § 2 (1) DSchG NRW. | Ende des 19. Jahrhunderts      | 16. Juli 1984      | 27              |
| Backsteinhaus                              | Backsteinhaus                              | Breyell Lobbericher Straße 19 Karte                   | Das Gebäude ist ein um Mitte des 19. Jahrhunderts entstandenes zweigeschossiges Backsteinhaus in spätklassizistischen Formen mit seitlicher Torfahrt, das weitgehend erhalten ist. Es bildet einen wesentlichen Bestandteil des alten Ortskernes von Breyell. Das Gebäude ist damit ein wichtiges Zeugnis für die Geschichte des Ortes. Erhaltung und Nutzung liegen daher gemäß § 2 (1) DSchG NRW aus künstlerischen und wissenschaftlichen Gründen im öffentlichen Interesse. | Mitte des 19. Jahrhunderts     | 1. Oktober 1982    | 13              |
| Hofanlage                                  | Hofanlage                                  | Leuth Locht 73 Karte                                  | Ehemalige Winkelhofanlage aus dem 18. Jahrhundert, Wohnhaus in Backstein, eingeschossig mit Krüppelwalmdach, erhaltener Rest des Keienpflasters. | 18. Jh.                        | 2. Mai 1986        | 45              |
| Hofanlage                                  | Hofanlage                                  | Leuth Locht 75 Karte                                  | Das Denkmal ist eine Kate aus der 1. Hälfte des 17. Jahrhunderts mit ehemals vorragendem Krüppelwalm, eingeschossig in Backstein, dem im 18. Jahrhundert ein Giebel mit holländischem Mauerwerkvorgesetzt wurde. Bei dem Gebäude, in dem das Ständerwerk erhalten ist, handelt es sich im Kern noch um eines der ältesten Gebäude in Leuth, das zudem noch die frühere Wirtschaftsform der Gemeinde dokumentiert. Aus orts- und siedlungsgeschichtlichen Gründen liegt die Erhaltung des Gebäudes im öffentlichen Interesse. | 1. Hälfte des 17. Jahrhunderts | 13. Februar 1987   | 50              |
| Backstein-Doppelhaus, ehem. Kaplanei       | Backstein-Doppelhaus, ehem. Kaplanei       | Breyell Loirfeld 7b, 8 Karte                          | Ende 19. Jahrhundert, zweigeschossiges Backstein-Doppelhaus mit historisierenden Schmuckformen, sechs Achsen, die Außenachse jeweils verbreitert und übergiebelt; rückwärtig eingeschossige Flügelbauten. | Ende des 19. Jahrhunderts      | 20. Januar 1989    | 68              |
| Backstein-Hofanlage                        | Backstein-Hofanlage                        | Breyell Lötsch 39 Karte                               | 2. Hälfte des 19. Jahrhunderts; vierflügelige Backstein-Hofanlage, Wohnhaus zweigeschossig in fünf Achsen mit verzierten Backsteingesimsen, Hofgebäude teilweise 1½-geschossig. | 2. Hälfte des 19. Jahrhunderts | 20. Januar 1989    | 81              |
| Wohnhaus                                   | Wohnhaus                                   | Lobberich Marktstraße 34–36 Karte                     | Die Gebäude Marktstraße 34 und 36 bilden zusammen mit dem ehemaligen Rathaus die traufständige südliche Platzwand des alten Marktplatzes von Lobberich. Sie besitzen zwar getrennte Eingänge, sind aber wegen einheitlicher Fassade und Dachhaut als Einheit zu sehen. Auch im Inneren sind sie miteinander verbunden. Über Bau- und Besitzgeschichte konnten bislang keine Quellen gefunden werden. Die Schmuckfassade ist älterer Substanz um 1905 vorgeblendet worden; nach hinten zeigt sich, historisch üblich, unverputztes Backsteinmauerwerk, unter Nr. 34 befindet sich ein mit Sicherheit älterer Gewölbekeller. Die glatte Putzfassade zeichnet sich durch zeittypische „malerische“ Schmuckformen aus: Variation der Fensterformate (in den Obergeschossen mit aufgeputzten Überfängen), Abkehr von einer Achsensymmetrie, Balkonerker an Nr. 36 in der Platzecke (der 1978 noch vorhandene gläserne Aufbau, heute verloren), zwei unterschiedliche Zwerchgiebel, an Nr. 34 flachgeschweift mit Stuckornamenten, an Nr. 36 gestelzt, rundbogig. Das Innere von Nr. 34 ist bis auf den Köller völlig modernisiert. Nr. 36 hingegen besitzt noch die alte Raumstruktur; hervorzuheben sind die alten Türen mit zugehörigen Gewänden, eine alte schlichte Holztreppe sowie ein teilweise farbverglastes Fenster zur Seite mit Blütenmotiven. Wegen ihrer prominenten Lage neben dem alten Rathaus und weil ihre historische Bausubstanz zwei Zeitgeschichten der Geschichte Lobberichs überliefert (im Kern eine ältere eventuell des 18./19. Jahrhunderts sowie Fassade von Anfang 20. Jahrhundert) sowie an die ehemalige Mittelpunktfunktion des Platzes erinnert, sind die Objekte Marktstraße 34 und 36 bedeutend für Nettetal. Die qualitätsvolle Fassade mit Jugendstilmotiven ist zusammen mit Marktstraße 32 und 38 Teil eines Ensembles historischer Bauten bzw. Fassaden und besitzt stadtbildprägende Wirkung. Auch der schlichteren Backstein-Rückseite zum Treppchen bzw. zur alten Pfarrkirche kommt öffentlichstädteräumliche Bedeutung zu. Nr. 36 besitzt zudem im Inneren noch einige erhaltenswerte Details. | 18. – 19. Jahrhundert          | 16. November 2000  | 182             |
| Wohn- u. Geschäftshaus                     | Wohn- u. Geschäftshaus                     | Hinsbeck Markt 3 Karte                                | Nach den vorzunehmenden Arbeiten (Umbau und Renovierung des Wohn- und Geschäftshauses) beschränkt sich die Denkmaleigenschaft nur noch auf die Fassade des Gebäudes, die aus städtebaulichen und ortsgeschichtlichen Gründen erhalten bleiben sollte. | um 1800                        | 20. Januar 1989    | 101             |
| Stadtverwaltung                            | Stadtverwaltung                            | Lobberich Marktstraße 32 Karte                        | Anfang 20. Jahrhundert; zwei- bis dreigeschossig in 11 Achsen, Fassade leicht gestuft, verputzt mit Rundbogenfenstern im Erdgeschoss, rechter Teil mit Mansarddach; linker Trakt etwas jünger. | Anfang des 20. Jahrhunderts    | 16. Februar 1989   | 154             |
| Backsteinhaus                              | Backsteinhaus                              | Schaag Moubisstraße 2 Karte                           | 1914; Backstein zweigeschossig in fünf Achsen, Walmdach mit flachem Dreiecksgiebel; Werksteingewände, rechts einachsiger Winkelanbau; Jahreszahl im Türsturz und Gartentor. | 1914                           | 20. Januar 1989    | 82              |
| Wegekreuz                                  | Wegekreuz                                  | Breyell Natt Karte                                    | 1886; Sandstein verputzt; Marmorplatte mit Inschrift im Sockel, Kreuz mit Korpus. | 1886                           | 20. Januar 1989    | 83              |
| Wohnstallhaus                              | Wohnstallhaus                              | Breyell Natt 2, 2c, 2d Karte                          | Aus einem Wohn-Stallhaus entwickelte geschlossene Hofanlage aus dem Ende des 18. Jahrhunderts mit Krüppelwalmdach, angebauter Scheune, geschlossen durch einen Stalltrakt um 1910 in den Formen des Heimatstils. Das Wohn-Stallhaus ist nahezu vollständig erhalten. Das Torhaus ist schlicht gestaltet, die Durchfahrt durch Spitzgiebel überkrönt. Der Innenhof ist mit Blaukopfpflaster versehen. Die Nebengebäude sind in ihrer Gliederung mit allen Details gut erhalten. Opkammer, Kölner Decken und Fliesenböden sind vorhanden. Bemerkenswert ist die Treppe, die einen außergewöhnlich schönen Antrittspfosten mit Stilelementen des Jugendstils zeigt. Das Gebäude ist aus lokalhistorischen und kunsthistorischen Gründen bedeutend. | 18. Jh.                        | 27. März 1987      | 56              |
| Wohnhaus                                   | Wohnhaus                                   | Hinsbeck Neustraße 12 Karte                           | Wohnhaus durch Maueranker im Rückgiebel auf 1870, Torhaus durch Schlussstein auf 1899 datiert; ehemalige vierflügelige heute dreiflügelige Backstein-Hofanlage (hinterer Riegel fehlt); giebelständiges zweigeschossiges Wohnhaus in 5:4 Achsen mit Krüppelwalm, Sohlbänke aus Blaustein, gemauertes Krenzgesims; Torhaus mit übergiebelter Durchfahrt, Kranzgesims und Lisenengliederung; hinter dem fehlenden Riegel ist die ehemalige Remise noch erhalten; im Hofraum Keienpflasterung. | 1870                           | 20. Januar 1989    | 102             |
| Hofanlage                                  | Hofanlage                                  | Hinsbeck Neustraße 15 Karte                           | Das Gebäude ist ein 1731 erbautes, Ende des 19. Jahrhunderts geringfügig verändertes Hofhaus mit erhaltenem Ständerwerk und großflächigem Kieselpflaster in Tenne und Hof. Die gute Qualität der Architektur macht es daher zu einem wichtigen Beispiel für die Bauweise des niederrheinischen Bauernhauses. Das Gebäude ist zudem ein wichtiges Zeugnis für die Geschichte von Hinsbeck. Die Erhaltung und Nutzung liegen daher gemäß § 2 (1) DSchG NRW aus volkskundlichen und wissenschaftlichen Gründen im öffentlichen Interesse. | 1731                           | 1. Oktober 1982    | 12              |
| Ehem. Schule                               | Ehem. Schule                               | Lobberich Niedieckstraße 73 Karte                     | Ehemalige Schule, Ende des 19. Jahrhunderts zweigeschossig in sechs Achsen, zweiachsiger übergiebelter Mittelrisalit, Backstein mit Lisenengliederung. | Ende des 19. Jahrhunderts      | 2. Mai 1986        | 46              |
| Backstein-Hofanlage                        | Backstein-Hofanlage                        | Hinsbeck Oberstraße 7 Karte                           | 2. Hälfte 18. Jahrhundert, vierflügelige Backstein-Hofanlage, eingeschossig, Giebelhaus mit erhöhtem Eingang, 4:5 Achsen, verputzt, alte Tür, im 19. Jahrhundert erneuert, Stallgebäude teilweise Ende 19. Jahrhundert. | 2. Hälfte des 18. Jahrhunderts | 20. Januar 1989    | 103             |
| Pfarrhof                                   | Pfarrhof                                   | Hinsbeck Oberstraße 16 Karte                          | 1600 / Ende 19. Jahrhundert, Backstein, zweigeschossig in drei Achsen, Walmdach, Fenster im 20. Jahrhundert verändert; Tür Ende 19. Jahrhundert. | 1600, Ende 19. Jahrhundert     | 20. Januar 1989    | 104             |
| Backstein-Hofanlage                        | Backstein-Hofanlage                        | Hinsbeck Oirlich 13 Karte                             | Ende 18. Jahrhundert, dreiflügelige Backstein-Hofanlage, Wohnhaus eingeschossig mit Ankersplinten und Krüppelwalmdach. | Ende 18. Jahrhundert           | 17. April 1989     | 163             |
| Hofanlage                                  | Hofanlage                                  | Hinsbeck Oirlich 17 Karte                             | Es handelt sich um eine im 18. Jahrhundert errichtete Hofanlage mit eingeschossig angebautem Dachgeschoss. Das original äußere Erscheinungsbild aller Fassaden (Backsteinsichtigkeit, Fensteröffnungen mit Holzblockrahmen, darauf bezogene Fensterteilung) sowie das konstruktive Fachwerkgefüge bewirken die Denkmalwürdigkeit. | 18. Jh.                        | 3. Dezember 1985   | 39              |
| Kapelle des Stegerhofes                    | Kapelle des Stegerhofes                    | Hinsbeck Oirlich 18 Karte                             | Bei der 1897 errichteten Kapelle des Stegerhofes handelt es sich um einen kleinen neugotischen Bau. Besonders bemerkenswert ist, dass sich die Farbfassung und die Ausstattung der Entstehungszeit bis heute vollständig erhalten haben. Die Kapelle ist denkmalwert im Sinne des § 2 (1) des DSchG NRW. Erhaltung und Nutzung liegen im öffentlichen Interesse. | 1897                           | 1. Juli 1983       | 18              |
| Backstein-Hofanlage                        | Backstein-Hofanlage                        | Hinsbeck Oirlich 22 Karte                             | 1804, zweiflügelige Hofanlage, Backstein, Wohnhaus eingeschossig mit Holzgewänden, Ankersplinte mit Jahreszahl. | 1804                           | 10. April 1989     | 162             |
| Gehnenhof (Wohnhaus)                       | Gehnenhof (Wohnhaus)                       | Hinsbeck Oirlich 23 Karte                             | Wohnhaus 1923, 2-geschossig mit Backsteinornamentik, Walmdach, Vorbau von 1920, eingeschossig mit Backsteinverzierungen um Tür und Fenster, mosizierte Portalrahmung mit geschweiftem Giebel darüber; Fenster mit Glasmalerei von 1923, Stallgebäude 1852. | 1852                           | 20. Januar 1989    | 105             |
| Tüschenmühle                               | Tüschenmühle                               | Leuth Perdsvenn 36 Karte                              | 1752; 20. Jahrhundert, eingeschossig mit nicht durchgezogenen Achsen und Krüppelwalmdach; Backstein mit Ankersplinten; von 1752 noch die Fassade und ein Teil der rechten Seitenfront, 1930 stark erneuert | 1752                           | 14. Februar 1989   | 135             |
| Eckhaus                                    | Eckhaus                                    | Kaldenkirchen Poensgenstraße / Bahnhofstraße 60 Karte | Eckhaus zur Poensgenstraße, 18. Jahrhundert, 2. Hälfte 19. Jahrhundert, 20. Jahrhundert, zweigeschossig in 4:1:4 Achsen, Eckachse durch Dreiecksgiebel betont, Putzfassade 2. Hälfte 19. Jahrhundert mit korinthischen und ionischen Pilastern auf der Eingangsseite. | 18. Jh.                        | 14. Februar 1989   | 112             |
| Wegekreuz                                  | Wegekreuz                                  | Schaag Rahe Karte                                     | Um 1900; Sandstein verputzt, Sockel mit neugotischer Inschrifttafel, Kreuz mit Metallkorpus. | um 1900                        | 20. Januar 1989    | 84              |
| Fachwerkscheune (Remise)                   | Fachwerkscheune (Remise)                   | Rennekoven Rennekoven 9 Karte                         | Fachwerkscheune, vermutlich 18. Jahrhundert; außen Backstein und teilweise noch Lehm-Flechtwerk, innen die Fachwerkkonstruktion noch weitgehend vollständig erhalten. Die hintere Abseite möglicherweise später angebaut, Typischer Überstand des Satteldaches an der vorderen Traufseite. In dieser Vollständigkeit sehr selten gewordenes Zeugnis landwirtschaftlicher Bauweise am Niederrhein. Insbesondere die Fachwerkkonstruktion ist von hohem hauskundlichen Wert. Elemente wie die Doppelankerkonstruktion und der Scherenstuhl des Daches weisen nach heutigem Kenntnisstand eher in die 2. Hälfte des 18. Jahrhunderts, andere Details wie z. B. die Längsversteifung durch Andreaskreuze bzw. hohe gebogene Streben, die sauber abgefasten Kopfstreben und die Holzverbindungen (Verzapfungen, Überblattungen, Holznägel) könnten aber auch auf höheres Alter hindeuten. Die Scheune ist der letzten baulich noch intakt erhaltene Rest einer Hofstelle, die als Ursprung der heutigen Hofanlage Rennekoven 9 anzusehen ist. Sie überliefert daher eine ältere Schicht der Siedlungsentwicklung am Wohnplatz Auerhütte. In diesem Sinne ist sie bedeutend für Nettetal. Als selten anschaulich und vollständig erhaltenes Beispiel einer Fachwerkscheune mit hauskundlich sehr interessanter Konstruktion liegt ihre Erhaltung und Nutzung aus wissenschaftlichen, hier architekturgeschichtlichen Gründen im öffentlichen Interesse. Es handelt sich daher um ein Baudenkmal im Sinne des § 2 DSchG NRW. | 18. Jh.                        | 9. Juni 2008       | 187             |
| Backstein-Hofanlage                        | Backstein-Hofanlage                        | Lobberich Rennekoven 9 Karte                          | 1869, vierflügelige Backstein-Hofanlage, Wohnhaus eingeschossig in vier Achsen; Jahreszahl im Torkeilstein. | 1869                           | 16. Februar 1989   | 158             |
| Wegestock (Auerhütte)                      | Wegestock (Auerhütte)                      | Lobberich Rennekoven 16 Karte                         | 18./19. Jahrhundert; Backstein geschlämmt, hufeisenförmige Nische, Dreiecksgiebel mit später angefügten Krabben. | 18. / 19. Jahrhundert          | 27. Januar 1989    | 156             |
| Backsteinwohnhaus                          | Backsteinwohnhaus                          | Lobberich Rennekoven Auerhütte 16                     | Ende 18. Jahrhundert, ehemaliger Backsteinhof, Wohnhaus eingeschossig in nicht durchgezogenen Achsen, teilweise Holzgewände geschlämmt; Türen und Fenster größtenteils verändert; Scheune 19. Jahrhundert. | Ende des 18. Jahrhunderts      | 16. Februar 1989   | 157             |
| Turmwindmühle                              | Turmwindmühle                              | Kaldenkirchen Ringstraße 109 Karte                    | Mitte 18. Jahrhundert, Backsteinturm mit flachem Zeltdach, eingeschossige Backsteinbauten. | Mitte 18. Jahrhundert          | 15. Februar 1989   | 128             |
| Wegekreuz                                  | Wegekreuz                                  | Breyell Ritzbruch vor Nr. 52 Karte                    | 1878: Sandstein verputzt, neugotische Formen, Kreuz mit Metallkorpus | 1878                           | 20. Januar 1989    | 85              |
| Wohnstallhaus Heierhof                     | Wohnstallhaus Heierhof                     | Breyell Ritzbruch 71 Karte                            | Wohnstallhaus; im Kern aus dem Ende des 18. Jahrhunderts, mit erhaltenem Ständerwerk, Doppelkamin auf der Dielenseite vollständig erhalten und auf der Stallseite noch ablesbar, Opkammer in der Mitte des rechten Seitenschiffes. | Ende des 18. Jahrhunderts      | 12. November 1986  | 48              |
| Alter Pferdestall / Remise                 | Alter Pferdestall / Remise                 | Lobberich Robert-Kahrmann-Straße 4 Karte              | Ehemalige Remise, datiert 1885, 1½-geschossiger Tuffsteinbau mit Quergiebel und senkrecht dreigeteiltem Baukörper. Über dem Mittelfeld befinden sich ein Schwebegiebel und seitlich zurückgesetzt ein zweiteiliger Anbau. Die Erhaltung des Gebäudes liegt aus wissenschaftlichen, architekturgeschichtlichen und volkskundlichen Gründen im öffentlichen Interesse. | 1885                           | 14. Dezember 1992  | 174             |
| St.-Rochus-Kapelle                         | St.-Rochus-Kapelle                         | Lobberich Sassenfeld 48 / 49 Karte                    | 1671, 1688; Backstein geschlämmt mit offener Vorhalle mit Giebel, Nische mit Kreuzigungsgruppe aus Holz, im 18. Jahrhundert neu ummantelt. | 1671                           | 6. November 1987   | 57              |
| weitere Bilder                             | Thöneshof                                  | Lobberich Sassenfeld 198 Karte                        | Mehrteilige Backsteinhofanlage aus Wohnhaus, Scheune, Torhaus und Stallgebäuden, die sich zu einem überwiegend geschlossenen Komplex zusammenfügen; zweigeschossiges Wohnhaus zu 4:2 Achsen mit Satteldach sowie Schweinestall aus 1913, Torhaus und Scheune älter (19. Jahrhundert; an der Scheune ein Schlussstein mit Datum 1868; Scheunenanbau 1927); ein älteres Wohnstallhaus wurde vom neuen Wohnhaus ersetzt, Stalltrakt und ein geringerer Teil des Wohnteils sind aber noch erhalten. Die Gebäude sind außen und innen bis auf die modernisierten Fenster des Wohnhauses in anschaulicher Geschlossenheit in bauzeitlichem Zustand erhalten (Wohnhaus v. a. Grundriss, Fliesen- und Dielenböden, Treppe, Türen); charakteristische landwirtschaftliche Funktionen der einzelnen Gebäude sind anhand Baukörperproportionen und -gestaltungen (v. a. geringe Belichtungsöffnungen an Wirtschaftsgebäuden) ablesbar, die kulturlandschaftliche Einbindung mit Garten-/ Wiesen- und Offenlandflächen ist intakt. | 1868                           | 7. Oktober 2003    | 184             |
| weitere Bilder                             | Stemmeshof                                 | Lobberich Sassenfeld 199 / 200 Karte                  | Bei dem Objekt handelt es sich um eine vierflügelige Hofanlage, die 1871 aus der Erweiterung eines typischen niederrheinischen Hallenhauses entstanden ist. Somit ist der Stemmeshof Zeugnis für die Entwicklung des Einzelhauses zur Hofanlage, wie sie im 19. Jahrhundert häufig stattfand, in dieser Stufe aber nicht oft erhalten ist. Erhaltung und Nutzung liegen daher gemäß § 2 (1) DSchG NRW aus wissenschaftlichen und volkskundlichen Gründen im öffentlichen Interesse. | 1871                           | 1. Oktober 1982    | 11              |
| Marienhospital                             | Marienhospital                             | Lobberich Sassenfelder Straße 1 Karte                 | Ende des 19. Jahrhunderts errichteter zweigeschossiger Backsteinbau in sieben Achsen mit historisierendem Dekor, Mittelachse durch Erker, Balkon und Giebel betont; im südöstlichen Anbau einschiffige, gotisierende Backsteinkapelle mit polygonalem Chorschluss und Dachreiter; rückwärtig Anbau aus den 20er Jahren. In der Kapelle zeigt die neugotische Erstausmalung eine schlichte farbig akzentuierte Architekturgliederung, die direkt auf den Putz in Ölemulsion angelegt ist. | Ende des 19. Jahrhunderts      | 3. März 1986       | 43              |
| weitere Bilder                             | Merzhof                                    | Hinsbeck Schlöp 1 Karte                               | Bei dem „Merzhof“ handelt es sich um eine vierflügelige Backsteinhofanlage, 17./18. Jahrhundert, Wohnhaus eingeschossig, Giebelseite des Wohnhauses als Eingang modern verändert. Der Merzhof ist denkmalwert im Sinne des § 2 (1) DSchG NRW. Die Erhaltung und Nutzung des Denkmals liegen aus volkskundlichen und wissenschaftlichen Gründen im öffentlichen Interesse. | 17. / 18. Jahrhundert          | 26. September 1983 | 20              |
| Backstein-Hofanlage                        | Backstein-Hofanlage                        | Hinsbeck Schlöp 2 Karte                               | 2. Hälfte 18. Jahrhundert, ehemalige Hofanlage, dreiflügelig, Wohnhaus Backstein, eingeschossig mit Krüppelwalmdach, Fassade verputzt, Tür und Fenster verändert, Scheune neu aufgemauert. | 2. Hälfte des 18. Jahrhunderts | 20. Januar 1989    | 106             |
| St.-Rochus-Kapelle                         | St.-Rochus-Kapelle                         | Leuth Schloßallee Karte                               | Schlichte, einschiffige Backsteinhalle mit flacher, dreiseitiger Abside aus dem Ende des 17. Jahrhunderts mit geschweiftem Fassadengiebel und Dachreiter über dem steilen Satteldach. Die Kapelle ist aus architekturhistorischer Sicht ein Beispiel ländlicher Sakralarchitektur des ausgehenden 17. Jahrhunderts. Für die Unterschutzstellung sprechen außerdem volkskundliche Gründe als Zeugnis der Volksfrömmigkeit. | Ende des 17. Jahrhunderts      | 3. September 1985  | 37              |
| weitere Bilder                             | Schloss Krickenbeck                        | Hinsbeck Schloßallee 1 Karte                          | Schloss Krickenbeck entstand um Mitte des 13. Jahrhunderts als bedeutende niederrheinische Wasserburg. 1904 wurde nach einem Brand die dreiflügelige Anlage in Neu-Renaissance-Formen mit Resten des alten Schlosses erstellt. Zu dem Baudenkmal gehört die zweigeschossige, dreiflügelige Vorburg mit Torturm von 1695; Backstein mit Blau- und Sandstein, die Seitenflügel mit Holzgewänden; datiert im Eingangsportal 1904 und in den Torkeilsteinen der Seitenflügel 1683 und 1695. Neben der Bedeutung als Bau- und Kunstdenkmal ist Schloss Krickenbeck als Mittelpunkt des 1305 erstmals erwähnten gleichnamigen Amtes ein wichtiger historischer Ort. Es bildet zusammen mit Landsburg und Merode eine besondere Gruppe unter den im Laufe des 19. Jahrhunderts ausgebauten rheinischen Burgen. Schloss Krickenbeck stellt ein vielschichtiges und umfassendes Denkmal rheinischer Kunst und Geschichte dar. | Mitte des 13. Jahrhunderts     | 5. Dezember 1984   | 31              |
| Giebelständerhaus                          | Giebelständerhaus                          | Hinsbeck Schloßstraße 1 Karte                         | Giebelständig, zweigeschossig, Zweiständerhaus mit barockem Staffelgiebel, früher durch Maueranker auf 1670 datiert, im Erdgeschoss durch Ladeneinbau verändert, barocker Backsteingiebel unter Verputz erhalten. Dachstuhl mit schöner, aufwendiger Binderkonstruktion, Gewölbekeller vorhanden. | 1670                           | 24. Januar 1989    | 108             |
| Wohneckhaus                                | Wohneckhaus                                | Hinsbeck Schloßstraße 2a Karte                        | Um 1800 / Ende 19. Jahrhundert; zweigeschossiges Eckhaus mit Mezzanin zur Schloßstraße in 4:3:8 Achsen, Putzfassade, Ende 19. Jahrhundert verblendet mit zwei Ladeneinbauten, Walmdach | um 1800                        | 20. Januar 1989    | 100             |
| Ehem. Gaststätte Alt-Hinsbeck              | Ehem. Gaststätte Alt-Hinsbeck              | Hinsbeck Schloßstraße 4 Karte                         | Es handelt sich bei dem Baudenkmal um ein zweigeschossiges Backsteingebäude mit mittigem Zwerchgiebel aus dem frühen 19. Jahrhundert, ein typisches, wenn auch schlichtes Beispiel klassizistischer Bauweise. | 19. Jh.                        | 26. Juni 1981      | 1               |
| Wohnhaus                                   | Wohnhaus                                   | Hinsbeck Schloßstraße 10 Karte                        | Ende 18. Jahrhundert, zweigeschossig in drei Achsen, barockisierende Putzfassade von um 1900. | Ende des 18. Jahrhunderts      | 24. Januar 1989    | 109             |
| Bengerhöfchen                              | Bengerhöfchen                              | Lobberich Sittard 1 Karte                             | Ende 18. Jahrhundert, ehemaliger Backsteinhof, Wohnhaus eingeschossig in nicht durchgezogenen Achsen, teilweise Holzgewände geschlämmt; Türen und Fenster größtenteils verändert; Scheune 19. Jahrhundert. | Ende des 18. Jahrhunderts      | 16. Februar 1989   | 159             |
| Wegekreuz                                  | Wegekreuz                                  | Schaag Speck 47 Karte                                 | 1906; Werkstein, Sockel mit Inschrift, Kreuz mit Korpus, historisierende Schmuckformen | 1906                           | 20. Januar 1989    | 86              |
| Gaststätte Stadt Venlo                     | Gaststätte Stadt Venlo                     | Kaldenkirchen Venloer Straße 3 Karte                  | Bei dem Baudenkmal handelt es sich um ein zweigeschossiges Backsteinhaus mit hohem Walmdach, das im Kern wohl noch dem 18. Jahrhundert entstammt, im 19. Jahrhundert aber an der Fassade umgeändert wurde. Ein charakteristisches Beispiel niederrheinischer Architektur in einer Kleinstadt. | 18. Jh.                        | 26. Juni 1981      | 5               |
| Lankeshof                                  | Lankeshof                                  | Kaldenkirchen Zum Altenhof 3                          | Bei dem Baudenkmal handelt es sich um ein 1778 datiertes, breit gelagertes Wohn-Stall-Haus in Backstein mit Krüppelwalmdach und Fenstergewänden in Holz, ein für die niederrheinische Landschaft ganz charakteristisches landw. Anwesen. | 1778                           | 26. Juni 1981      | 6               |
| Königskapellchen                           | Königskapellchen                           | Kaldenkirchen Zur Lärche Karte                        | Heiligenhäuschen aus dem 18. Jahrhundert, Backstein geschlämmt, Front verputzt mit Schweifgiebel und Ankersplinten, tiefe vergitterte Nische mit Pietà | 18. Jh.                        | 10. Dezember 1985  | 40              |
| Wohnhaus                                   | Wohnhaus                                   | Kaldenkirchen Zur Lärche 17 Karte                     | Um 1900; zweigeschossig in fünf Achsen, die beiden rechten Achsen leicht vorgezogen und übergiebelt, Putzfassade in Neurenaissance - Schmuckformen. | um 1900                        | 15. Februar 1989   | 130             |
| Kriegerdenkmal                             | Kriegerdenkmal                             | Kaldenkirchen Zur Lärche, Ecke Kehrstraße Karte       | 1913, Backstein mit Werksteinen in neubarocken Formen, Inschrifttafel mit Datierung. | 1913                           | 15. Februar 1989   | 129             |